# Falstaff
Vous lisez un « article de qualité » labellisé en 2015.
Pour les articles homonymes, voir Falstaff (homonymie).
Sir John Falstaff est un personnage comique de fiction, créé par William Shakespeare et apparaissant dans les deux pièces Henry IV (Henry IV (première partie) et Henry IV (deuxième partie)), ainsi que dans Les Joyeuses Commères de Windsor. Annoncé à tort dans l'épilogue de Henry IV 2 comme revenant dans la pièce suivante, Henry V, il ne fait pas partie de la liste des personnages de cette pièce, et on apprend au deuxième acte qu'il vient de mourir, Shakespeare ayant renoncé à le faire apparaître une quatrième fois.
Shakespeare fait de lui le type du gentilhomme bouffon, doté d'un insatiable appétit pour la nourriture, la boisson et les femmes. Menteur et vantard, il ne manque pourtant pas d'esprit, ce qui lui permet de se tirer des situations dangereuses, délicates ou grotesques où il se retrouve régulièrement. C'est un des personnages les plus comiques de Shakespeare, bien qu'il apparaisse la première fois non dans une comédie, mais dans une pièce historique. Selon Leslie Dunton, Falstaff est « la plus grandiose création comique de Shakespeare » ; d'après H. J. Oliver, c'est « le plus bel exemple de personnage comique que le théâtre anglais ait jamais connu et connaîtra peut-être jamais », et enfin pour Richard Dutton, il est l'un des plus fascinants personnages des pièces historiques de Shakespeare.
Certes, on ne connaît pas l'intention première de Shakespeare quand il a créé Falstaff. Mais on peut supposer qu'il voulait un classique bouffon, ne participant en rien au mécanisme de l'action, et dont la fonction aurait été simplement d'apporter un peu de gaieté et de détente à L'Histoire d'Henry IV, pièce historique décrivant une époque violente, c'est-à-dire un rôle guère plus important que celui dont a hérité Pistol dans Henry V. On peut imaginer la surprise de Shakespeare quand son truculent chevalier s'est débarrassé de ce rôle originel trop étroit, dépassant les attentes de son créateur : le succès de la pièce, dû en majeure partie à ce personnage carnavalesque, est en effet immense et immédiat, sans précédent tant au théâtre qu'en librairie (six éditions in-quarto avant le premier Folio de 1623, résultats que n'atteindront ni Hamlet, ni Richard III, malgré leur renommée). Aussi la pièce originelle intitulée L'Histoire d'Henry IV devient-elle Henry IV (première partie) pour permettre une suite, Henry IV (deuxième partie), avec toujours Falstaff en précepteur de rencontre du prince de Galles. Il se trouvera ensuite mêlé à une farce, Les Joyeuses Commères de Windsor. Sa mort est annoncée dans Henry V, pièce où il n'apparaît pas. Rares sont les personnages importants de Shakespeare à avoir connu une telle longévité scénique.

## Biographie

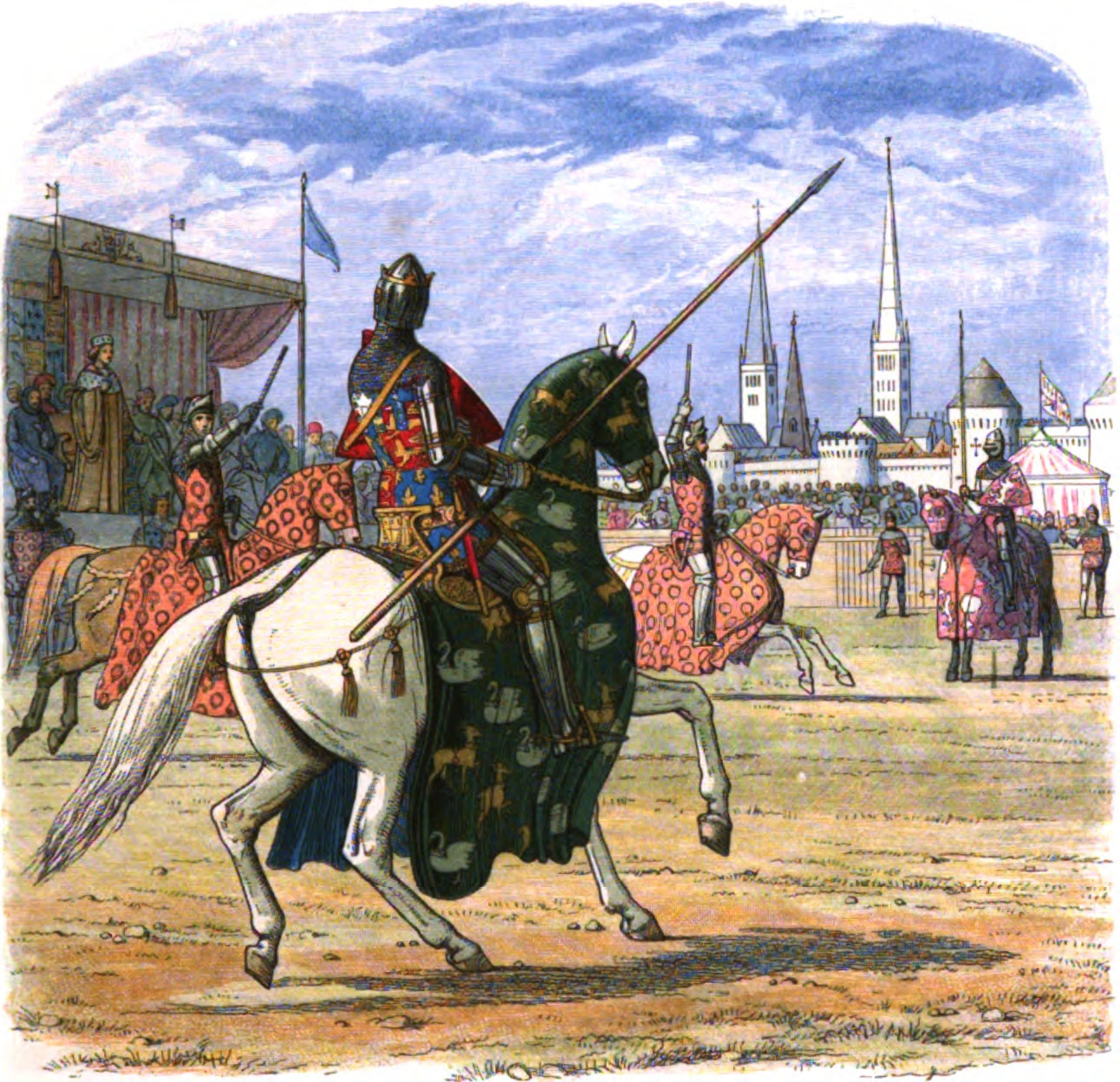
Duel judiciaire entre Bolingbroke, futur Henri IV, et Mowbray devant le roi Richard II, dessin tiré de A Chronicle of England de James Doyle, page 335 (1864).

Quand Shakespeare écrit les deux pièces Henry IV, un de ses buts est de montrer l'éducation d'un prince, et son passage d'une jeunesse turbulente à la maîtrise de soi et à la dignité d'un grand roi. Pour symboliser la société indisciplinée et égoïste dans laquelle grandit Henri, prince de Galles, surnommé Hal, Shakespeare le fait fréquenter une taverne et une bande de vauriens, ivrognes et voleurs, menée par un chevalier énorme et amoral, sir John Falstaff.
Selon celui-ci, il est né vers les trois heures de l'après-midi en ayant déjà la tête blanche et le ventre un peu rond, voulant signifier par là au Grand Juge qui l'interroge qu'il est resté physiquement le même malgré son âge, et que, par conséquent, il peut continuer à dire « nous les jeunes », alors qu'il a une bonne soixantaine d'années.
Dans Henry IV 2, on apprend que Falstaff, dans sa jeunesse, a été page de Thomas Mowbray, duc de Norfolk, qui a été l'adversaire acharné du futur Henri IV, puisqu'ils s'étaient alignés l'un contre l'autre dans un duel judiciaire interrompu en dernière extrémité par le roi Richard II. Aussi, dès l'origine, Henri IV et Falstaff appartiennent à des clans définitivement ennemis.

### Henry IV (première partie)

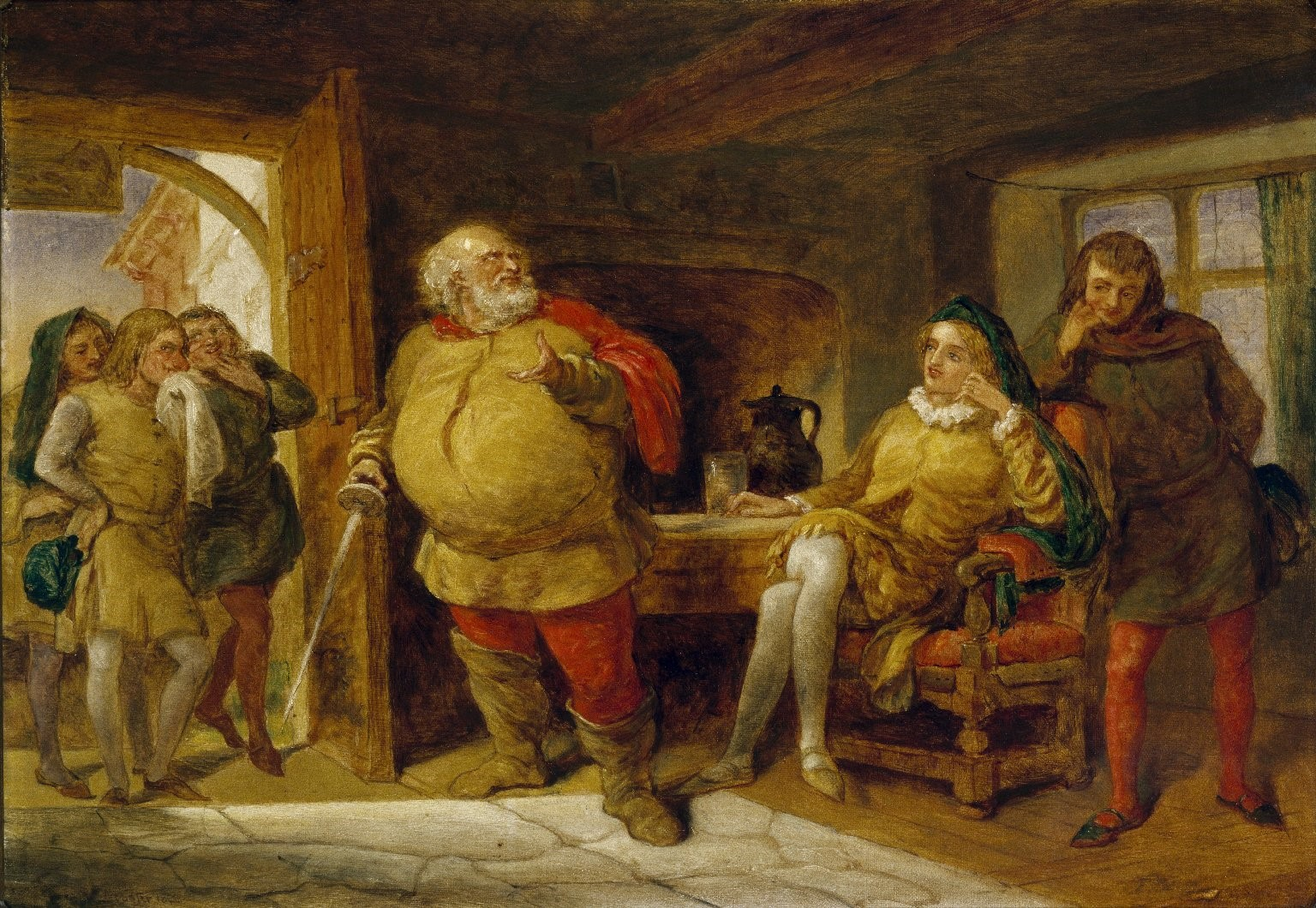
À l'auberge, Falstaff fait le récit de leur attaque par des voleurs devant le prince Hal assis et Poins goguenards.

Falstaff apparaît la première fois dans la première partie d'Henry IV (Henry IV 1). Il appartient à une bande de voleurs, à laquelle s'est joint le jeune prince de Galles, héritier de la Couronne d'Angleterre, que Falstaff appelle familièrement « Hal », « fiston », « p'tit gars », « le plus canaille des jeunes princes », tantôt le tutoyant, tantôt le vouvoyant. La bande se propose de dépouiller pendant la nuit à Gad's Hill un groupe de riches pèlerins. Pour faire une farce à leurs complices, Hal et Poins ne se joignent pas au groupe, mais quand le butin est réuni prêt à être partagé, ils surgissent déguisés et les font tous fuir. Peu après, Falstaff raconte à Hal le combat inégal qu'il a dû mener contre plusieurs dizaines d'assaillants, et qu'il a finalement été obligé de fuir en abandonnant leur prise. Hal lui révèle alors la supercherie et se moque de sa couardise et de sa vantardise. Falstaff explique qu'il a fui car il les avait reconnus tous les deux et qu'il voulait épargner l'héritier du trône.
Hal est convoqué à la Cour par son père. Prévoyant une entrevue houleuse, Falstaff lui propose de jouer la scène, lui tenant le rôle du roi. Ils inversent ensuite les rôles. Le shérif et ses hommes se présentent à l'auberge à la recherche des voleurs. Falstaff et ses compagnons se cachent pendant que Hal se fait connaître, disant que ce qui a été dérobé sera rendu. Ils partent tous pour la guerre, Hal ayant donné à Falstaff un commandement dans l'infanterie, ce qui ne l'enchante guère. Peu enthousiaste pour la marche, Falstaff dit qu'il aurait préféré la cavalerie.

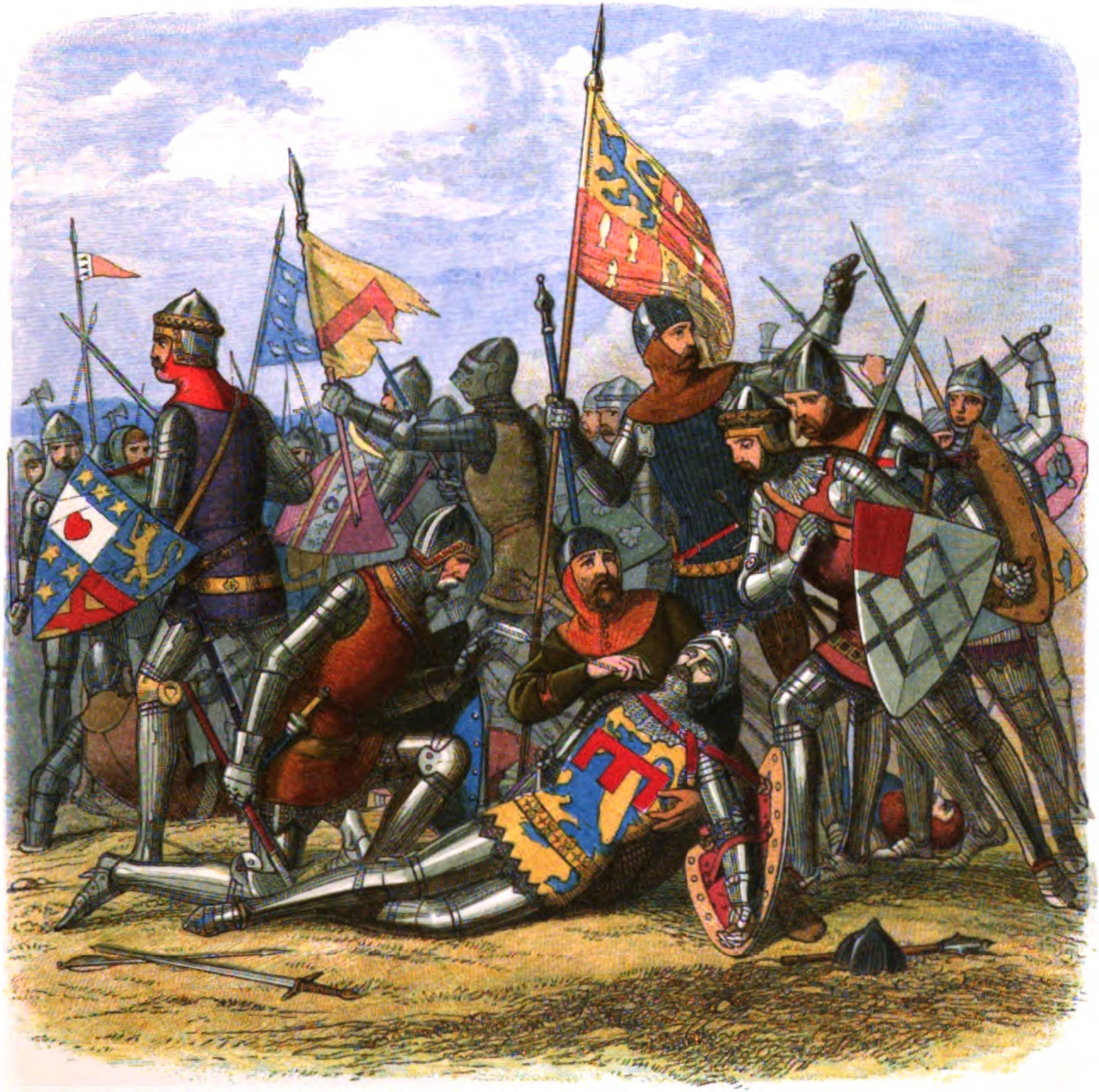
Mort d'Hotspur à la bataille de Shrewsbury, dessin tiré de A Chronicle of England de James Doyle, page 349 (1864).

Falstaff est en marche avec la troupe qu'il a recrutée. Il n'a préalablement sélectionné que des gens pouvant payer pour se faire remplacer. L'argent empoché et les plus vigoureux conscrits libérés, Falstaff a enrôlé de pauvres hères tout dépenaillés. Le prince Hal qui le rencontre constate la faiblesse de ses soldats. Apprenant que le roi est déjà à Shrewsbury, Falstaff se dit qu'il ne serait pas mécontent d'arriver après la bataille.
Lorsque Falstaff parvient sur les lieux, la bataille est déjà bien engagée. Douglas, le chef des Écossais, débouche, frappe Falstaff qui s'écroule, et repart. Le prince Hal tue Hotspur, le chef des rebelles, puis voit Falstaff allongé. Le croyant mort, il s'éloigne. Resté seul, Falstaff se redresse, ayant fait le mort pour que Douglas ne l'achève pas. Il frappe le corps de Hotspur pour faire croire que c'est lui qui l'a tué. Les princes Hal et Jean arrivent et Falstaff revendique la victoire sur Hotspur.

### Henry IV (deuxième partie)

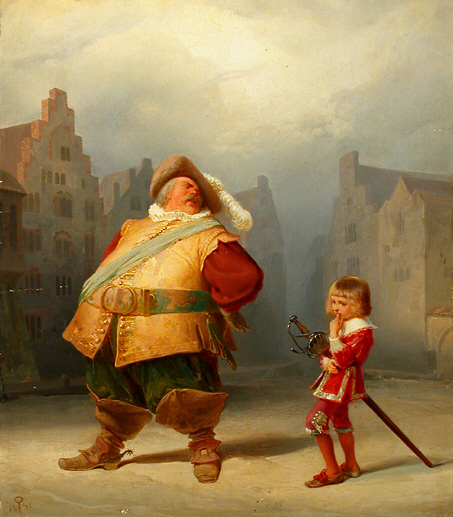
Falstaff et son page au début de Henry IV 2, peinture d'Adolph Schroedter (huile sur bois 1867).

Lorsque Falstaff apparaît la première fois dans la deuxième partie d'Henry IV (Henry IV 2), il est accompagné d'un page. Il est peu après interrogé par le Grand Juge, qui enquête toujours sur le vol de Gad's Hill réalisé en première partie. Falstaff tente en vain d'échapper à ses questions. Finalement, considérant sa bonne conduite à la bataille de Shrewsbury, le Grand Juge l'exempte d'une enquête plus approfondie. On en déduit que la mystification de Falstaff à la bataille de Shrewsbury, où il a prétendu avoir tué Hotspur, le chef des rebelles, a été crue, et que Hal, qui est le véritable vainqueur de Hotspur, ne l'a pas démentie. Le Grand Juge lui apprend qu'il a été désigné pour faire partie de l'expédition commandée par le prince Jean, partant combattre le comte de Northumberland et l'archevêque d'York.
Falstaff manque d'être arrêté pour dettes, à la suite de la plainte de la patronne de l'auberge « La Hure de sanglier ». Un messager vient lui apprendre à temps qu'il doit recruter des hommes pour l'armée du roi, ce qui lui permet de s'en aller. Le soir même, Falstaff dîne avec cette même patronne et une prostituée, Doll Tearsheet. Égayé par le vin, Falstaff dénigre le prince Hal. Ce dernier, qui vient juste d'entrer, surprend toute la conversation, et menace Falstaff, qui présente platement ses excuses. Cela ne va pas plus loin, car Hal apprend que la rébellion prend de l'ampleur, et il part précipitamment prêter main-forte à son père.
Les juges de paix, Silence et Falot, se remémorent leur jeunesse tapageuse, pendant laquelle ils ont connu Falstaff dans les écoles de droit de Londres. Si l'on en croit les dires de Falot, Falstaff serait septuagénaire, alors qu'il n'avoue qu'une petite soixantaine. Cela veut dire que lorsque Falstaff était un jeune homme, ses modèles dans la vie réelle, Oldcastle et Fastolf, n'étaient pas encore nés. Falstaff arrive justement avec Bardolph pour recruter quelques soldats. Les juges en ont préalablement sélectionnés quelques-uns, et ils les appellent l'un après l'autre. Falstaff retient les plus solides, mais aucun d'eux n'est désireux de partir à la guerre. Deux d'entre eux paient Falstaff pour ne pas être retenus, procédé déjà employé par celui-ci dans la première partie pour gagner indûment de l'argent.

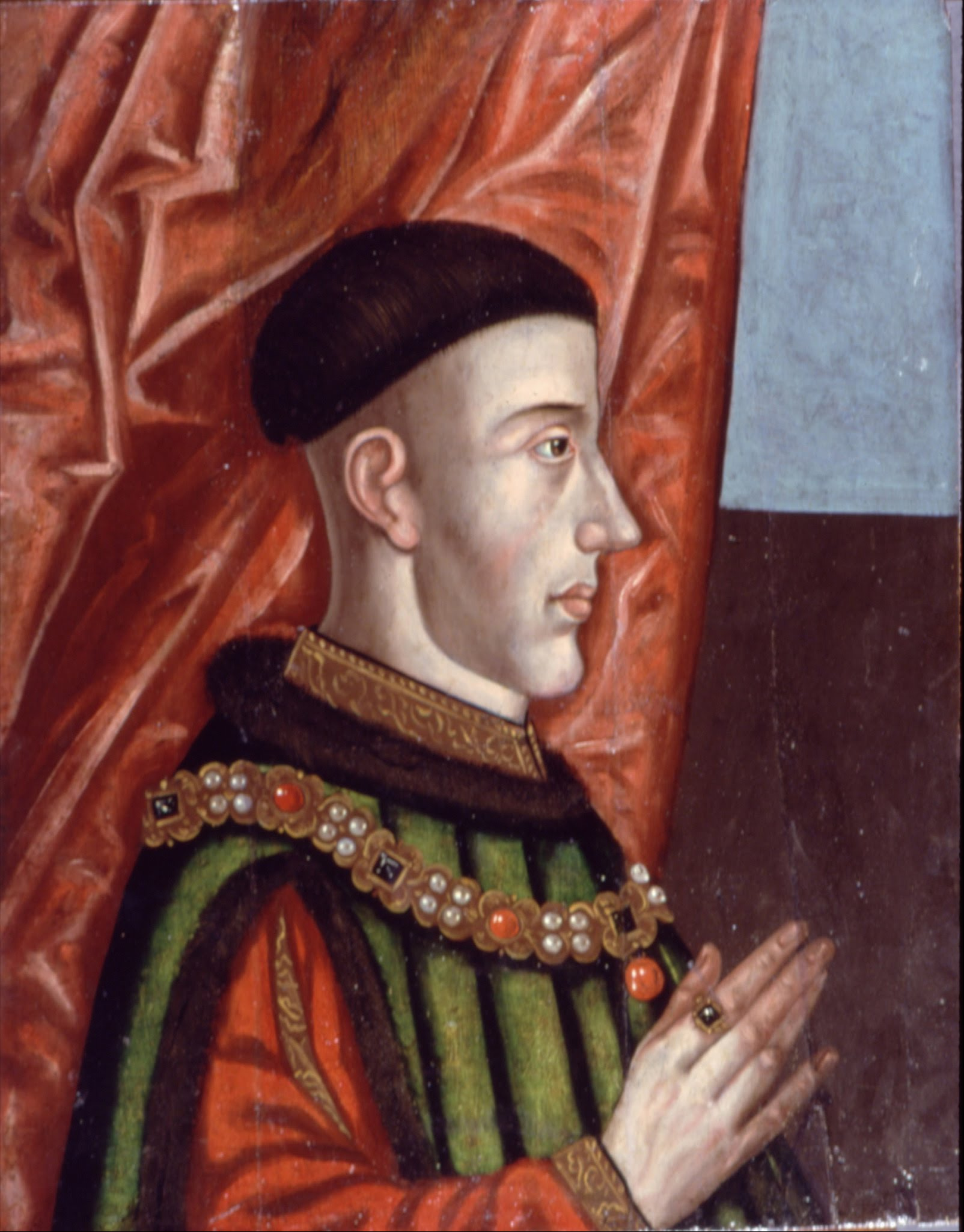
Le prince Hal est devenu le roi Henri V.

La bataille de la forêt de Gaultres est déjà terminée lorsque Falstaff arrive avec ses maigres troupes. Pourtant, un gentilhomme rebelle, nommé Colevile, se rend à lui volontairement. Le prince Jean arrive à son tour et reproche à Falstaff de n'apparaître que lorsqu'il n'y a plus de péril. Falstaff lui fait remarquer qu'il a capturé un rebelle, mais le prince n'est pas dupe de ce fait d'armes sans danger, et fait mettre Colevile avec les rebelles devant être exécutés. Resté seul, Falstaff déplore que ce prince ne lui soit pas aussi favorable que le prince Hal.
Falstaff dîne chez le juge Falot avec le juge Silence, Bardolph et son page, quand il apprend qu'Henri IV est mort et que le prince Hal, leur ancien compagnon, lui succède sous le nom d'Henri V. Persuadé de pouvoir dorénavant tout obtenir du nouveau roi, Falstaff part pour Londres avec ses amis. Il assure qu'il va faire libérer Doll Tearsheet qui vient d'être emprisonnée.
Falstaff et ses compagnons se sont placés sur le trajet du roi après son couronnement. À son passage, Falstaff l'interpelle familièrement, mais le roi le renie : « Je ne te connais pas, vieil homme ». Néanmoins, le roi demande au Grand Juge qu'on subvienne à leurs besoins, de crainte que leur manque de ressources ne les fasse retomber dans le mal. Le Grand Juge comprend la requête et fait enfermer Falstaff et ses compagnons à la prison de Fleet, décision que le prince Jean juge équitable.

### Henry V
Alors que Shakespeare avait annoncé dans l'épilogue de Henry IV 2 que son personnage reviendrait dans la pièce suivante, Henry V, Mrs Quickly, la patronne de l'auberge, vient annoncer avec beaucoup d'émotion et d'affection la mort de Falstaff dans son lit, sans que celui-ci soit apparu sur scène. Pistol ajoute qu'après son abandon par le roi, Falstaff avait le cœur fracturé et « corroboré ». Le reste de la pièce se déroule sans qu'il soit fait mention de nouveau à Falstaff.
On ignore si Henri V avait une affection véritable pour Falstaff, ou s'il s'est joué machiavéliquement de lui pendant dix actes. Toutefois, dans la première partie, il trahit son attachement pour lui, quand, à la fin de la bataille de Shrewsbury, le trouvant allongé sur le sol et le croyant mort, il s'exclame : « Pauvre Jack, adieu ! J'aurais préféré perdre un meilleur homme que toi ». Cette forme d'oraison funèbre, que Northrop Frye estime semblable à celle que l'on ferait à son chien, rappelle la conclusion de celle qu'Henri fait quelques instants auparavant à Hotspur qu'il vient de tuer : « Si tu pouvais entendre mon hommage / Je ne te montrerais pas tant d'affection sincère ».

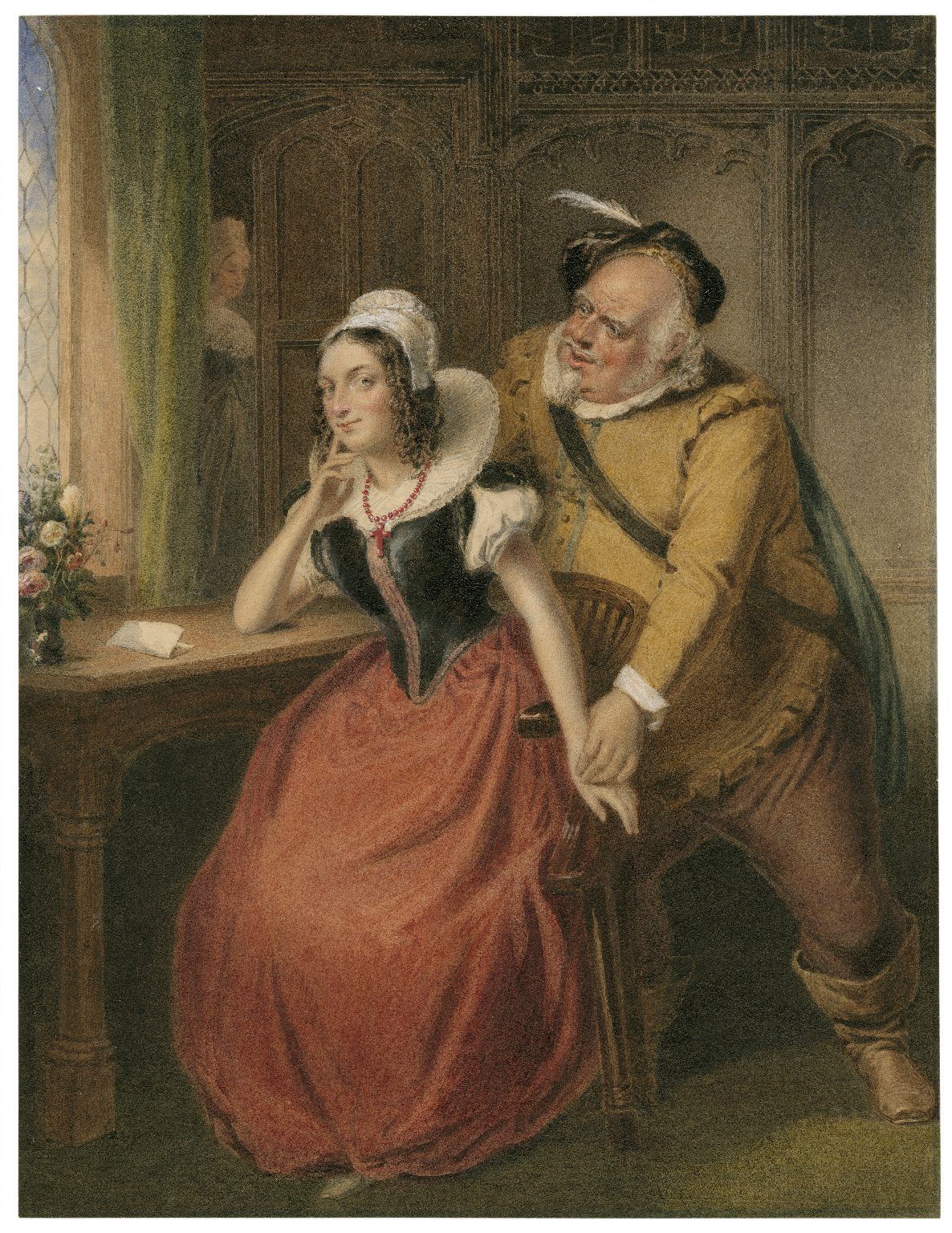
Falstaff faisant sa cour à Mrs Ford.

### Les Joyeuses Commères de Windsor
La comédie Les Joyeuses Commères de Windsor est totalement indépendante des deux pièces historiques Henry IV, ce qui rend aléatoire son classement chronologique dans la vie de Falstaff et le moment de son écriture, avant ou après Henry IV 2.
Falstaff est à court d'argent, et se met en tête de trouver une maîtresse capable de payer ses dettes. Pour cela, il projette de séduire deux femmes mariées aisées, Mrs Ford et Page, à qui il espère ensuite emprunter de l'argent. Il écrit à chacune d'elles une lettre d'amour. En comparant ces deux lettres, les deux dames constatent qu'elles sont rigoureusement identiques à l'exception du nom de la destinataire. Aussi décident-elles de se venger d'une telle goujaterie. Mrs Ford répond à Falstaff de venir la trouver le lendemain chez elle pendant l'absence de son mari.
Ford a été mis au courant des projets de Falstaff par un domestique licencié. Il se déguise et prend le nom de Brooke pour se présenter à Falstaff. Celui-ci lui confie sa bonne fortune et l'heure de son rendez-vous. Pendant ce temps, les deux femmes ont préparé leur stratagème : un grand panier plein de linge sale et puant, bon à jeter, et deux solides valets.

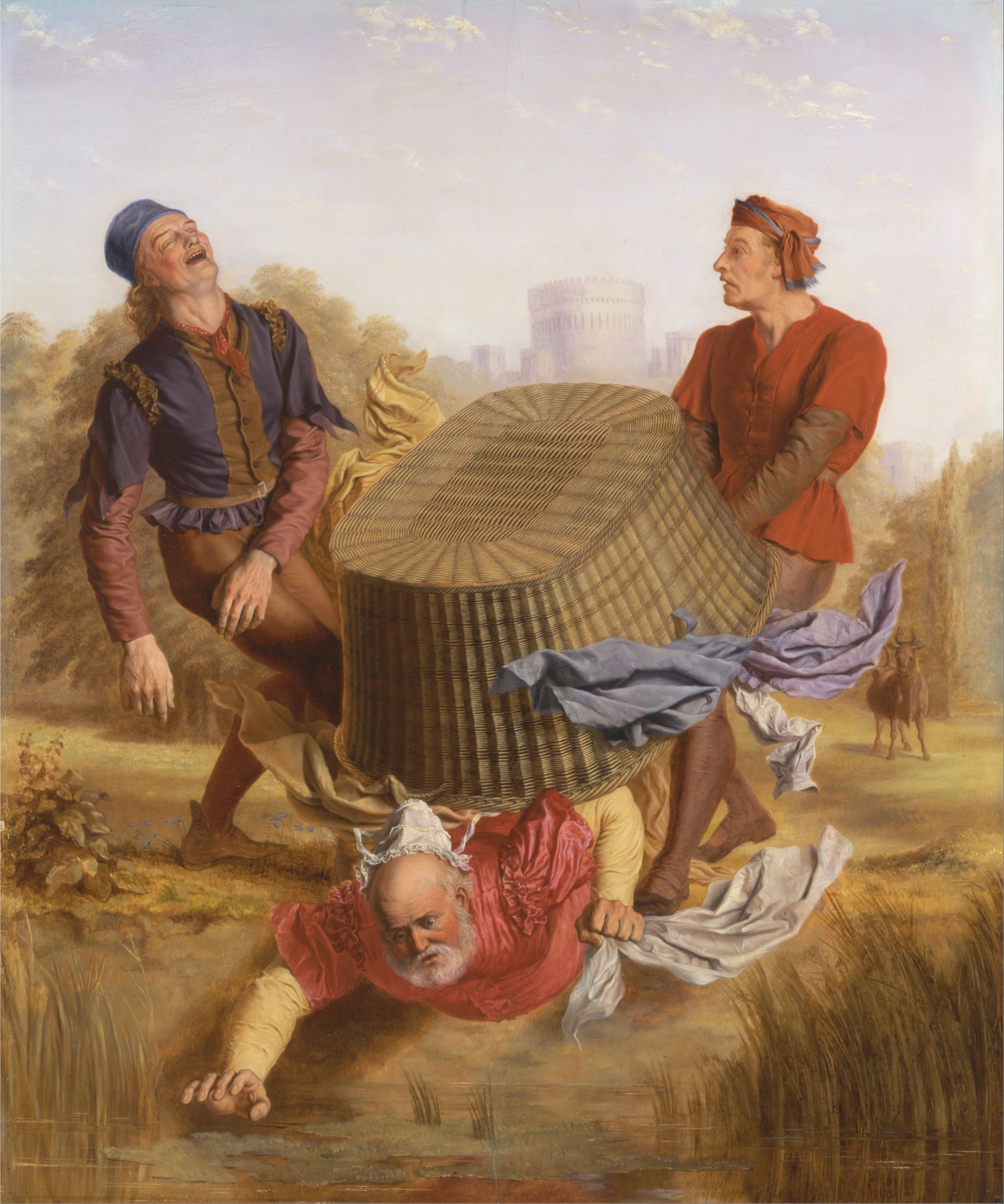
Falstaff est jeté dans la Tamise avec le vieux linge. Tableau de John S. Clifton, 1849 (centre d'art britannique de Yale).

À peine Falstaff est-il entré chez Ford et a-t-il rencontré Mrs Ford que Mrs Page arrive disant que Ford, en proie à une crise de jalousie, est en chemin avec des amis pour fouiller la maison. Les deux femmes font en sorte que Falstaff se cache dans le panier de linge sale. Cela fait, les deux valets le chargent aussitôt sur leurs épaules avec mission d'aller le jeter dans la Tamise. Ford se ridiculise aux yeux de ses amis en ne trouvant aucun galant près de sa femme. Falstaff, après avoir été trimbalé dans le linge puant, est jeté dans l'eau glacée du fleuve.
Les deux femmes estiment que la punition n'est pas suffisante et ne veulent pas en rester là. Un nouveau rendez-vous chez Mrs Ford est proposé à Falstaff, qui accepte. Celui-ci rencontre Ford déguisé en Brooke, et il lui révèle son nouveau rendez-vous. À l'heure dite, Falstaff est auprès de Mrs Ford. Aussitôt Mrs Page vient annoncer l'arrivée imminente du mari jaloux. Les deux femmes déguisent Falstaff avec la robe de la grosse épouse de Brentford, que Ford ne peut supporter. Il avait menacé de la battre si elle venait chez lui. Ford et ses amis regardent d'abord dans le panier à linge, puis, voyant Falstaff déguisé en femme de Brentford, Ford le traite de vieille sorcière, et le roue de coups de bâton jusqu'à ce qu'il sorte de la maison. Ford se ridiculise une nouvelle fois devant ses amis en ne trouvant pas l'amant de sa femme qu'il leur avait annoncé.
Les deux femmes mettent au courant leurs maris des manœuvres de Falstaff, et ils décident de lui jouer tous ensemble un dernier tour. Celui-ci est convoqué par Mrs Ford dans le grand parc de Windsor à minuit. Il doit se déguiser en cerf. À l'heure dite, tout le monde est là, ainsi que Falstaff portant sur la tête des bois de cerf. Les enfants et les adultes sont déguisés en fées ou en lutins. Ils viennent épouvanter Falstaff et le brûler avec leurs torches. Falstaff se rend enfin compte qu'il a été continuellement leurré dans toute cette histoire.

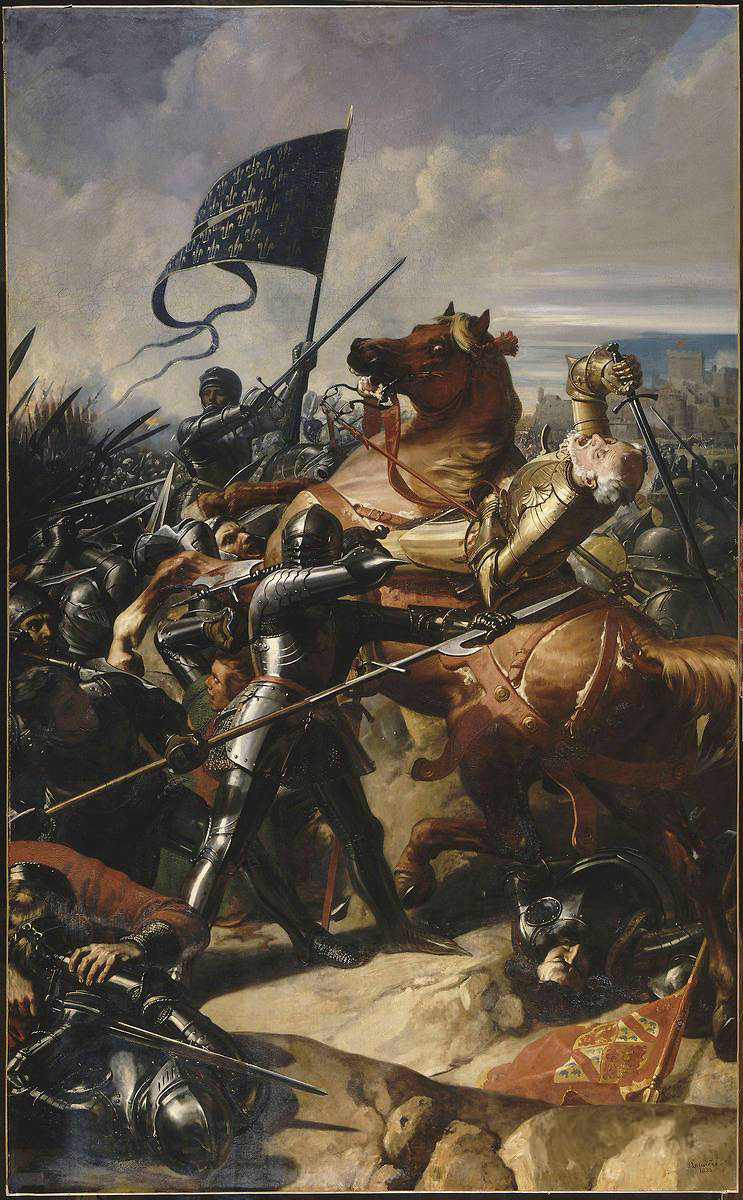
Bataille de Castillon, où Talbot trouve la mort, par Charles-Philippe Larivière.

### Henry VI 1
Dans Henry VI (première partie), sir John Falstaff ou Fastolf — l'orthographe diffère selon les éditions — est un personnage mineur, puisqu'il n'apparaît qu'à deux moments très brefs et qu'il ne prononce en tout et pour tout que sept vers, soit 54 mots. Comme le précédent Falstaff est mort sous le règne d'Henri V, celui-ci, qui combat dans les armées d'Henri VI, est une autre personne, dont le nom initial était vraisemblablement Fastolf. Il sert essentiellement à mettre en valeur la vaillance et l'énergie de John Talbot, le héros anglais.
Au premier acte, un messager raconte la capture par les Français de Talbot, qui a été permise par la lâcheté de Fastolf lors de la levée du siège d'Orléans. Peu après, Talbot apparaît, libéré après le paiement de sa rançon. Il revient sur « la lâcheté de Fastolf » et parle de l'exécuter, s'il le pouvait, de ses propres mains.
Fastolf entre en scène à l'acte III, où se rejoue l'abandon de Talbot. Interrogé par un capitaine sur le champ de bataille, Falstof lui répond ouvertement qu'il s'enfuit et qu'il est prêt à donner tous les Talbot du monde pour sauver sa vie. Sur ces mots, il s'en va.
Fastolf réapparaît à l'acte IV, porteur d'une lettre du duc de Bourgogne au roi Henri VI. Talbot, qui est présent, se précipite sur lui et lui arrache sa Jarretière. Henri VI, connaissant la conduite de Fastolf au combat, le bannit à vie. Fastolf disparaît pour ne plus réapparaître.

## Pièces mettant en scène Falstaff
Shakespeare fait de Falstaff un « personnage type » : gentilhomme bouffon, menteur et vantard, doté d'un insatiable appétit pour la nourriture, la boisson et les femmes, assez malin cependant pour se tirer des situations embarrassantes ou ridicules où il se retrouve régulièrement.
Personnage récurrent dans quatre pièces : trois pièces historiques et une comédie, il est en outre mentionné dans Henry V. C'est un des personnages shakespeariennes les plus comiques, bien qu'il apparaisse la première fois dans une pièce historique.
« Plus bel exemple de personnage comique que le théâtre anglais ait jamais connu et ne connaîtra peut-être jamais », d'après H. J. Oliver dans son édition des Joyeuses Commères de Windsor, et l'un des plus fascinants personnages des pièces historiques de Shakespeare, pour Richard Dutton, il a été repris par d'autres dramaturges après la mort de Shakespeare et a inspiré d'autres écrivains.

### Henry IV 1
Mentor dissolu, calculateur et plein d'esprit, du jeune prince Hal, Falstaff l'accompagne dans une vie de débauche. Mais il n'est pas qu'un bouffon : sa sagesse et son esprit font aussi de lui le professeur de Hal, lui enseignant la véritable nature humaine. Cette fonction est subtilement double. Bien qu'il incarne le désordre et l'anarchie, il apprend à Hal la valeur des choses en lui montrant ce qu'il ne faut pas faire. « Jamais le « vrai » Henry IV de la pièce ne chapitra mieux son fils que par la bouche du « corrupteur de la jeunesse », Falstaff. »

### Henry IV 2
Au début de la pièce, Falstaff apparaît accompagné d'un page minuscule qui porte son épée et son écu. Il paraît donc avoir été récompensé pour son attitude à la bataille de Shrewsbury, qui s'est déroulée à la fin de la première partie, alors que le spectateur attentif sait qu'il a tout fait pour se dérober pendant ce combat.

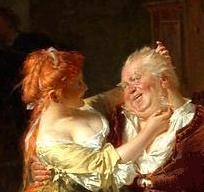
Tête à tête entre Falstaff et Doll Tearsheet (détail) par Eduard von Grützner.

En fait dans Henry IV 2, le personnage de Falstaff est l'ombre du flamboyant personnage de Henry IV 1. Son intimité avec le prince Hal s'estompe peu à peu : il ne partage plus que deux scènes avec lui, la scène de la taverne (acte II scène 4) et celle de son rejet par lui, nouvellement couronné Henri V (acte V scène 5), alors que dans Henry IV 1, ils partagent neuf scènes. Pourtant il conserve le rôle le plus volumineux (637 vers, soit 5 477 mots), plus que la somme du deuxième rôle (Henri IV, 296 vers, soit 2 290 mots) et du troisième (prince Hal, 292 vers, soit 1 789 mots),. Toutefois Doll et Pistol deviennent dans cette pièce les principaux personnages comiques.
Alors qu'après la Restauration anglaise, la première partie est reprise avec succès, il faut attendre le XVIIIe siècle pour que la deuxième partie soit rejouée. Au XIXe siècle, des objections morales bloquent à nouveau sa mise en scène, en particulier le passage où Falstaff tente de séduire la prostituée locale, Doll Tearsheet. Shakespeare est visiblement familier des démêlés entre clients et prostituées dans les tavernes de Londres, mais les spectateurs de l'époque victorienne ne sont pas prêts à y assister.

### Les Joyeuses Commères de Windsor

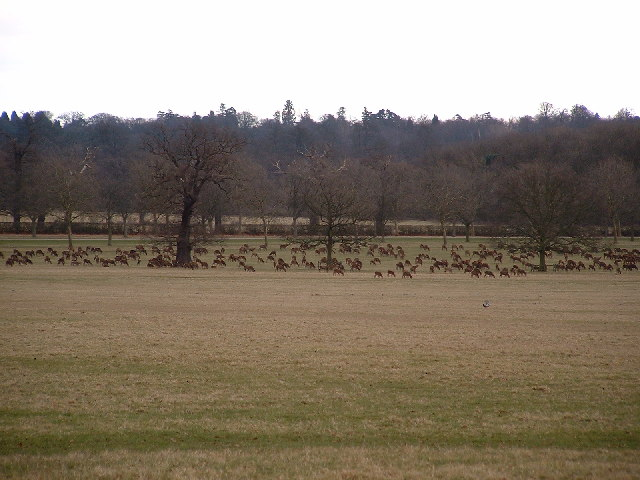
Harde de cervidés dans le grand parc de Windsor, où Falstaff s'est fait ridiculiser pour la troisième fois.

Une question que se posent les historiens du théâtre est de savoir si le Falstaff des Joyeuses Commères est le même que celui des Henry IV, tant il y a de différences entre les deux personnages. Bloom considère que, dans cette pièce, le héros n'est pas Falstaff, mais un « imposteur d'opérette », un « anonyme déguisé en Falstaff » ; et dans toute son étude de la pièce, il le nomme le « pseudo-Falstaff ». En effet, dans les Joyeuses Commères, Falstaff a perdu tout son esprit, son intuition, sa répartie. Il est à la fois le héros et la dupe de cette farce. C'est un nigaud qui se fait ridiculiser, à plusieurs reprises et dans des circonstances similaires, par deux femmes qu'il voudrait séduire. Il agit de manière si maladroite et naïve que ses manœuvres échouent.
Les rares points communs entre les deux Henry IV et cette comédie sont le nom de Falstaff et de quelques autres personnages, l'emploi de certains mots et expressions que l'on ne retrouve nulle part ailleurs dans l'œuvre de Shakespeare, et quelques allusions mineures. Par exemple dans Henry IV 2 acte IV scène 3, quand le roi demande à voir Hal, on lui répond qu'il est sans doute parti chasser à Windsor, ville où se déroule entièrement les Joyeuses Commères. Inversement, dans les Commères, à l'acte III, scène 2, Page, pour discréditer Fenton, dit que celui-ci a fréquenté leur prince libertin et Poins, ce qui évoque Henry IV 1. De même, dans les toutes premières éditions in-quarto des Joyeuses Commères, à l'acte V, Falstaff entendant des bruits dans le parc se demande si ce n'est pas « ce débauché de prince de Galles qui vole les daims de son père », alors que nulle part ailleurs dans la pièce, il n'est fait mention de celui-ci. Falstaff en effet ne fait pas état de son intimité avec le prince quand il tente de séduire Mrs Ford, alors que cela aurait pu être un argument avantageux pour lui.
Cette comédie connaît un succès durable. Lors de la réouverture des théâtres en 1660, au moment de la Restauration anglaise, elle est l'une des pièces les plus populaires de Shakespeare. Au XVIIIe siècle, au cours duquel les pièces Henry IV sont amputées pour des raisons politiques, Les Joyeuses Commères de Windsor est la pièce de Falstaff la plus appréciée et la plus jouée.

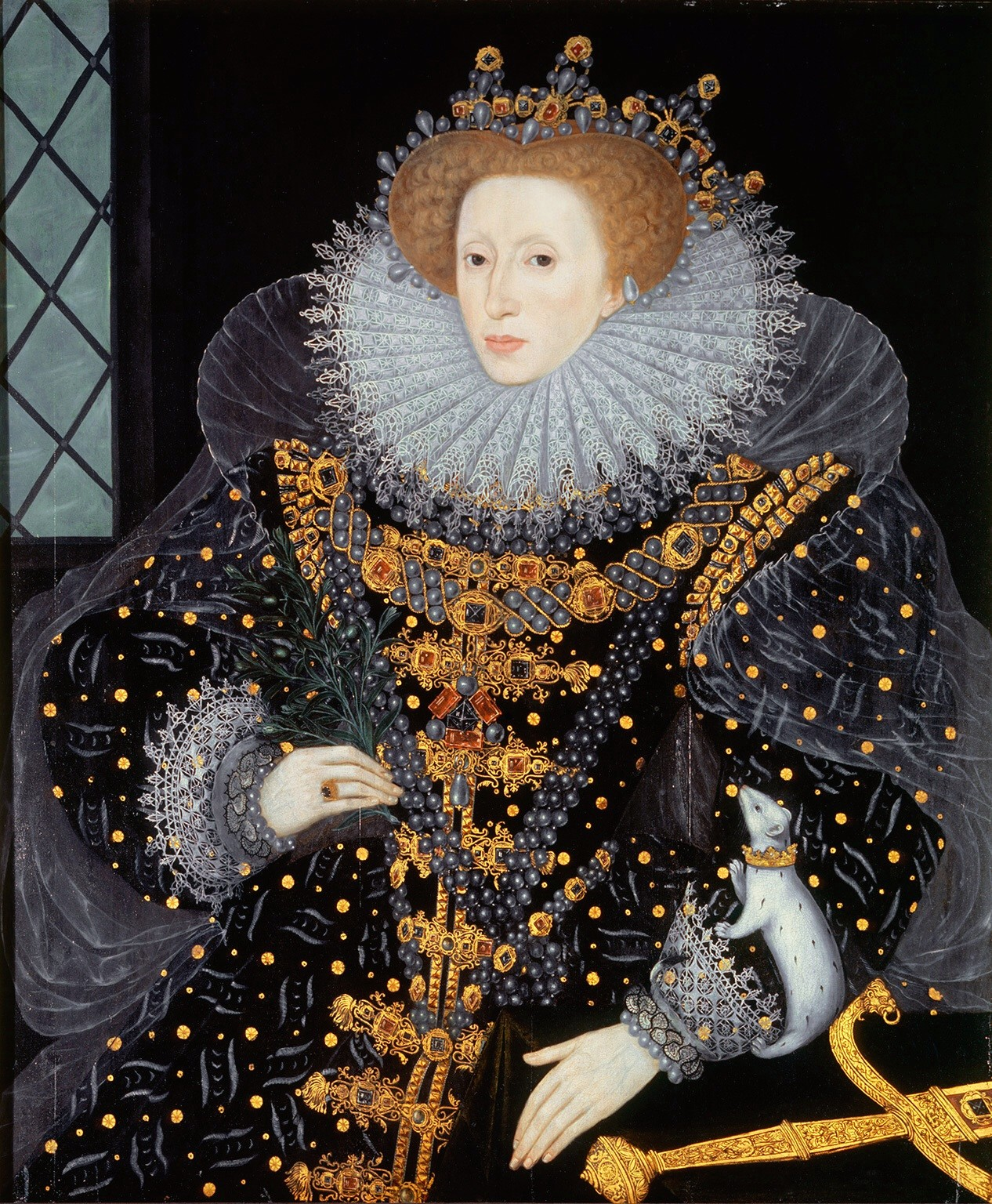
Élisabeth, la reine-vierge, protectrice du théâtre (« Portrait à l'hermine », attribué à William Segar).

Une tradition, souvent présentée maintenant comme un fait,, dit que Les Joyeuses Commères de Windsor a été écrite à la demande de la reine, qui voulait voir un Falstaff amoureux. L'écrivain et dramaturge, John Dennis est à l'origine de cette légende. Dans la préface de sa pièce The Comicall Gallant: or The Amours of Sir John Falstaff (1702), une adaptation malheureuse des Joyeuses Commères de Windsor, il écrit que la pièce de Shakespeare plut énormément à la reine, qui en avait commandé l'écriture. Elle était si impatiente de la voir jouer qu'elle ordonna qu'elle fût écrite en quatorze jours. Quelques années plus tard, en 1709, Nicholas Rowe grossit cette histoire dans sa biographie de Shakespeare. Il y explique que la reine était tellement enchantée par le personnage de Falstaff et les deux parties de Henry IV qu'elle demanda à Shakespeare d'écrire une nouvelle pièce où Falstaff serait amoureux. La fable est reprise l'année suivante par l'écrivain, Charles Gildon, qui enrichit encore l'histoire : la commande de la reine était motivée par l'échec de la promesse faite par Shakespeare dans l'épilogue de Henry IV 2 d'introduire Falstaff dans la pièce Henry V.
Potter souligne que cette légende du Falstaff amoureux demandé par Élisabeth Ire est très probablement fausse, car celle-ci, surnommée la reine vierge, n'appréciait pas les spectacles mettant en scène l'amour et le désir sexuel. D'ailleurs dans cette farce, Falstaff poursuit ces deux femmes plus pour leur argent que par attirance sexuelle, et encore moins par amour. J. H. Oliver souligne pour sa part que Falstaff, à cause de son égoïsme, de son insouciance et de son goût de la luxure, est incapable d'aimer : « Falstaff ne peut aimer qu'en cessant d'être Falstaff ».
Potter suggère que cette pièce fut plus vraisemblablement jouée à Whitehall pour la Garter Feast (« fête de la Jarretière ») le jour de la Saint George 1597 (le 23 avril), à l'initiative du nouveau lord Chamberlain, George Carey, 2e lord Hunsdon, spectacle offert à la reine – Falstaff berné par des femmes en voulant les exploiter étant un thème qu'elle a dû apprécier – pour la remercier de l'avoir élevé ce jour à la dignité de chevalier-compagnon de l'Ordre de la Jarretière. Plusieurs allusions à cet ordre, relevées par Charles Knight, figurent en effet dans la pièce.

### Henry V
Le roi Henri V a oublié les frasques de sa jeunesse et son compagnon de débauche Falstaff, dont on apprend la mort au début de l'acte II, scène 3, sans qu'il soit apparu sur scène. Shakespeare avait pourtant promis dans l'épilogue de Henry IV 2, que Falstaff ferait partie de la pièce suivante, seule fois où il a annoncé le contenu d'un prochain spectacle.
Depuis le XVIIIe siècle, les critiques se sont demandé pourquoi Shakespeare avait abandonné une de ses plus grandes créations, surtout après avoir promis qu'il la ferait revenir. Samuel Johnson a émis plusieurs pistes susceptibles d'expliquer la décision du dramaturge : soit il n'a pu inventer de nouvelles aventures convenant à la personnalité de son bouffon, soit il n'a pas réussi à lui adjoindre des compagnons le mettant en valeur après le couronnement du prince Hal, soit encore il s'est trouvé à court de plaisanteries, autant d'hypothèses fondées sur un manque supposé d'inventivité de sa part, ce que Johnson a du mal à croire. H. J. Oliver évoque l'idée selon laquelle Falstaff faisait à l'origine partie de la pièce, et en aurait été supprimé lors du changement de nom Oldcastle/Falstaff. Humphreys ne partage pas cet avis et penche plutôt pour l'incapacité dans laquelle se serait trouvé Shakespeare de mettre Falstaff en scène une quatrième fois.

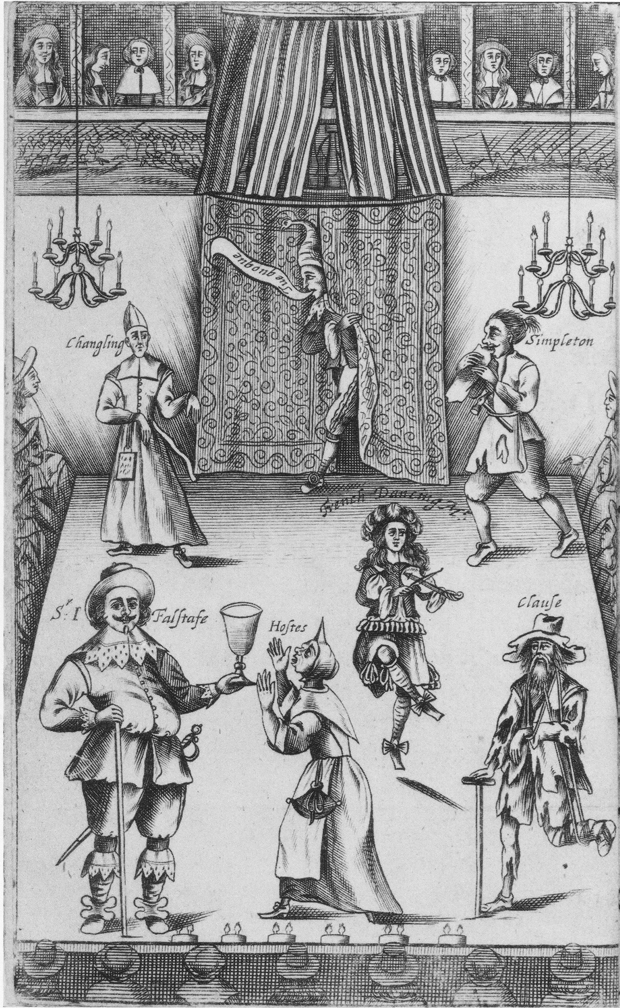
Spectacle de drolls, en bas à gauche Falstaff accompagné d'une hôtesse.

### Spectacles de drolls
Le personnage de Falstaff reste populaire bien après la mort de Shakespeare. Ainsi après la fermeture des théâtres ordonnée par le gouvernement puritain de Cromwell en 1642, les comédiens, pour survivre, montent des spectacles de drolls, qui ne sont pas selon eux du théâtre, et ne sont donc pas assujettis à l'interdiction. Il s'agit de petites saynètes, extraites de spectacles plus anciens, arrangées en farces généralement par Robert Cox, et parfois chantées ou dansées.
Dans ces spectacles appelés « drolleries », reviennent régulièrement des personnages typiques caricaturés, tels que Simpleton le forgeron, John Swabber le marin, Clause le mendiant, Bottom le tisserand, issu du Songe d'une nuit d'été, ainsi que Falstaff, accompagné parfois d'une hôtesse, mais sans l'obésité extravagante qu'il affiche dans les pièces de Shakespeare,. On le retrouve par exemple dans la saynète The Bouncing Knight or the Robbers robbed. Il s'agit d'un amalgame de diverses scènes extraites de Henry IV 1 dans lesquelles Falstaff apparaît, comprenant, entre autres, la scène de la taverne (III, 3), où Falstaff accuse Mrs Quickly de l'avoir volé et son monologue comique sur sa malhonnêteté lors du recrutement de soldats.

## Modèles ayant pu inspirer le personnage de Falstaff
Pour bâtir ce personnage, Shakespeare s'est principalement inspiré de deux personnes ayant physiquement existé ; tout d'abord sir John Oldcastle, qui existait déjà dans le récit de base que Shakespeare a utilisé pour sa pièce, puis sir John Fastolf, lorsque Shakespeare fut contraint de faire disparaître le patronyme Oldcastle. Mais la personnalité de Falstaff est si complexe qu'elle ne peut être décrite en quelques mots. En effet, pour lui donner plus de vie et de profondeur, Shakespeare y a ajouté des traits caractéristiques d'autres personnages traditionnels du théâtre, comme le Vice des spectacles des moralités, le Soldat fanfaron ou le Lord of Misrule, les mêlant en les distordant, comme il l'a fait pour nombre de ses autres héros. Humphreys résume Falstaff en un « Vice-Parasite-Clown-Soldat fanfaron-Corrupteur-Soldat inspiré par tant de folle virtuosité que chaque composant en est transcendé et que la nature du personnage s'en trouve unifiée malgré des éléments opposés ».

### Sir John Oldcastle

Armoiries de la famille Oldcastle de Herefordshire.

#### Premier nom de Falstaff
À la création de Henry IV 1, le personnage de Falstaff s’appelait sir John Oldcastle,,,. Dutton considère que, depuis la publication de l'Oxford Shakespeare en 1986, la preuve est faite que le sir John Falstaff de Henry IV 1 et Henry IV 2 s'appelait sir John Oldcastle avant l'édition de Henry IV 1.
Shakespeare a tout simplement repris un personnage figurant dans The Famous Victories of Henry V, un des ouvrages qui lui a servi de base de travail pour écrire sa propre pièce. The Famous Victories est une pièce de théâtre anonyme, jouée par la troupe de la reine à Londres. Elle raconte la transformation quasi miraculeuse du jeune prince Hal, passant d'une jeunesse débridée en compagnie d'un chevalier dissolu, sir John Oldcastle, à un roi héroïque et vainqueur. Mais Oldcastle n'y est ni vieux, ni constamment assoiffé, ni spirituel, ni obèse, ni volubile, et il n'y prononce guère plus de 250 mots. Il a fallu toute l'imagination et le génie de Shakespeare pour le métamorphoser et obtenir le personnage que l'on connaît.

#### Biographie d'Oldcastle

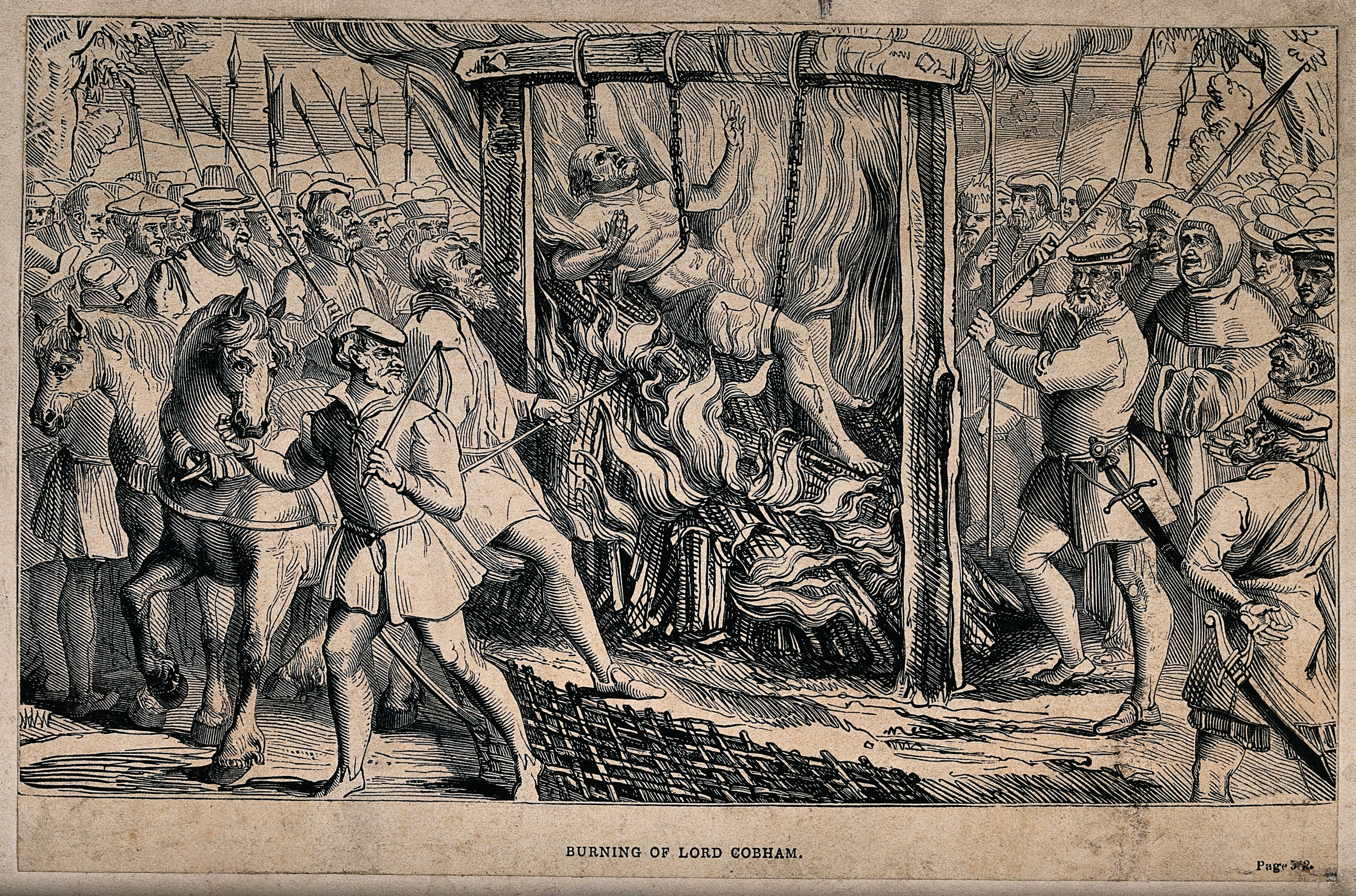
Martyre de sir John Olscastle.

En fait sir John Oldcastle (1378 - 1417) est une personne ayant réellement existé. Haut shérif de Herefordshire, qualifié par Holinshed de « vaillant capitaine et hardi gentleman », il est tenu en haute estime par le roi. Les différentes sources confirment d'ailleurs la véritable amitié liant le prince de Galles et John Oldcastle. Il se distingue par exemple pendant la pacification du Pays de Galles (1401-1406) et, en 1411, lors de l'expédition du comte d'Arundel en France. Mais c'est aussi un Lollard, adepte d'un protestantisme d'avant la Réforme. Il est jugé pour hérésie, condamné et emprisonné à la Tour de Londres, d'où il s'évade pour chercher refuge au Pays de Galles. Sa fuite et, par conséquent, son absence de l'armée royale pendant les guerres en France, lui valent injustement une réputation de lâche. Finalement repris, il meurt pendu puis brûlé le jour de Noël 1417 à l'âge de trente-neuf ans, malgré son ancienne amitié avec le prince de Galles, Hal, devenu entretemps le roi Henri V, qui consent à son exécution,. Le reniement à vie de Falstaff par le roi Henri V à la fin de la pièce Henry IV 2 fait écho à l'abandon par ce même roi de son ancien ami Oldcastle aux rigueurs de la justice ecclésiastique.

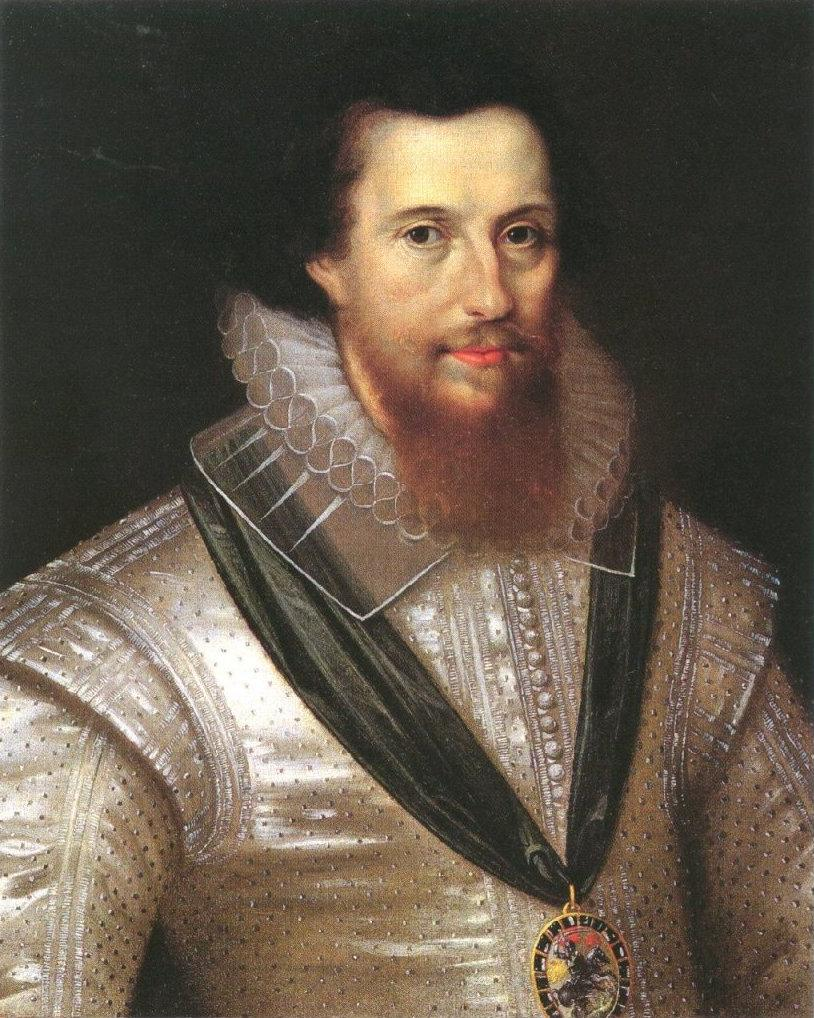
Robert Devereux (2e comte d'Essex), favori de la reine, avant d'être décapité, vers 1596.

Oldcastle ayant épousé l'héritière du titre de baron Cobham, ses descendants du temps de Shakespeare appartiennent à l'influente famille Brooke, toujours détentrice de ce titre. Oldcastle conserve également une certaine trace dans l'histoire, car il figure dans le Livre des martyrs de John Foxe. L'adoption par Shakespeare d'Oldcastle comme personnage comique serait, selon la grande majorité des historiens du théâtre, un malheureux accident occasionné par ses sources, tandis que quelques autres, comme Gary Taylor, pensent que c'est un choix délibérément provocateur, suscité par le clan Essex, visant à ridiculiser les Brooke qu'Essex haïssait. Néanmoins, selon René Weis, il est inconcevable que Shakespeare se soit lancé dans une démarche politique, domaine très dangereux à l'époque, Essex lui-même ayant été arrêté, puis décapité, peu de temps après.

#### Intervention de la famille Brooke
À la demande du 10e baron Cobham, William Brooke, outré de voir son ancêtre ridiculisé et traité de façon injuste dans un spectacle public inversant un modèle de courage et d'ascétisme en un bouffon, poltron, ivrogne et libidineux, la reine invite Shakespeare à faire disparaître le nom d'Oldcastle de sa pièce Henry IV 1. Shakespeare s'exécute bien entendu, d'autant que de juillet à octobre 1597, le Conseil privé, montrant sa vigilance, sa détermination et son autorité sur les spectacles, interdit toutes les représentations théâtrales à cause de The Isles of Dogs, pièce de Jonson et Nashe jugée séditieuse, un avertissement lancé à tous les dramaturges. Mais plutôt que d'inventer un nom nouveau, Shakespeare se tourne vers une de ses précédentes créations, un certain sir John Fastolf, qui fait deux fugitives apparitions dans Henry VI 1, et qui a aussi l'étiquette de couard. Il en modifie légèrement l'orthographe en John Falstaff. Sous la contrainte ou par prudence, Shakespeare change également à cette occasion le nom de deux autres personnages : Harvey devient Peto, et Russell, Bardolph, les porteurs de ces noms, sir William Harvey (ou Hervey), beau-père du comte de Southampton, un ami de Shakespeare, et Edward Russell, comte de Bedford, étant eux aussi des personnages importants à la cour. Henry IV 1 est réimprimé en format in-quarto en 1598 avec les noms corrigés.
Toutefois, clin d’œil ou petite vengeance de Shakespeare, dans sa pièce suivante, Les Joyeuses Commères de Windsor, Ford, le mari jaloux, qui craint d'être trompé par Falstaff, se déguise avant d'aborder ce dernier et prétend s'appeler Brooke,, du nom de famille de Lord Cobham. Ce nom a parfois été censuré dans certaines éditions, comme dans le Folio, et remplacé par Broom (balai), ce qui gâche le jeu de mots de Falstaff à l'acte II, scène 2, quand on lui annonce la visite de Brooke amenant du vin d'Espagne : « de tels ruisseaux (brooks) sont les bienvenus, quand ils charrient de tels breuvages », le transformant en un non-sens : « de tels balais sont les bienvenus... ».

#### Vestiges de l'ancien nom dans lesHenry IV
Malgré la reprise du texte et les modifications demandées, il reste dans Henry IV 1 et 2 quelques vestiges de l'ancien patronyme :
- un jeu de mots gaillard (« my old lad of the castle ») que Hal utilise à l'acte I, scène 2 pour interpeller Falstaff[59]. « Castle » dans l'argot de l'époque signifie « bordel », The Castle étant l'enseigne d'un de ces établissements dans Southwark[97]. Hal, dans son apostrophe « mon vieux copain de bordel », rappelle les fréquentations favorites de Falstaff. Les éditions anglophones modernes remplacent parfois cette expression, dont le sous-entendu n'est plus compris aujourd'hui et qui n'a plus de relation avec le nom du personnage, par « you dirty old man » (espèce de vieux cochon).
- un vers ayant un nombre incorrect de pieds iambés (neuf syllabes au lieu de dix) : « Away, good Ned. Falstaff sweaths to death, » (En route, mon brave Ned. Falstaff sue sang et eau[note 29],). Ce serait un vers blanc parfait, un pentamètre iambique, si le trisyllabique Oldcastle était mis à la place du dissyllabique Falstaff, ce qui était vraisemblablement le cas à l'origine[60],[98].
- un en-tête de réplique oublié (« Old. » au lieu de « Falstaff ») dans Henry IV 2 acte I, scène 2, ligne 119 de l'édition in-quarto[92] de 1600[99], qui montre que Shakespeare avait commencé à écrire la seconde partie de Henry IV avant qu'on lui impose de faire disparaître le nom d'Oldcastle[100].

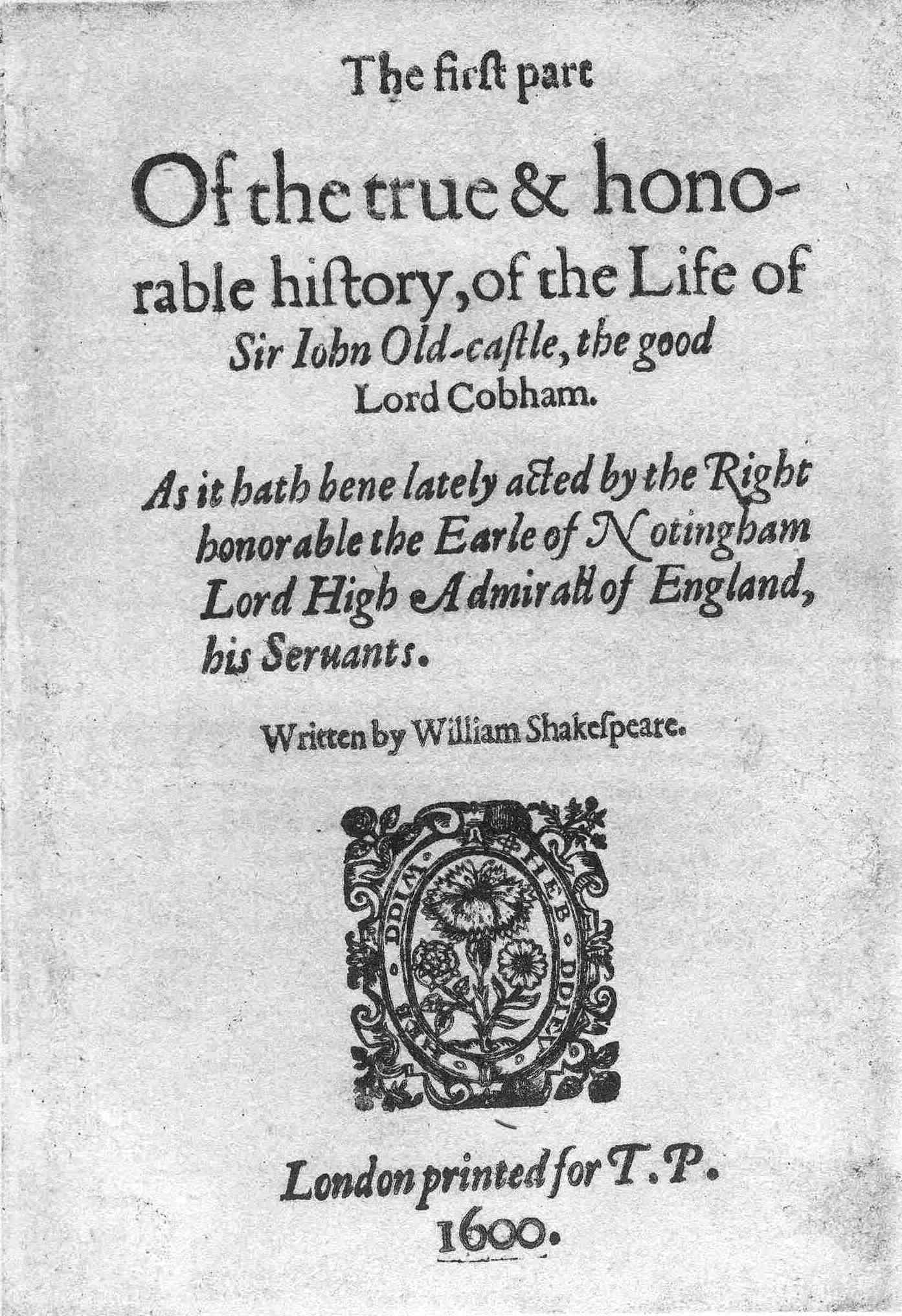
La pièce pro-puritaine Sir John Oldcastle, attribuée de façon erronée à Shakespeare.

Mais le témoignage le plus clair de l'emploi de cet ancien nom est le démenti de Shakespeare lui-même, « l'humble auteur » de l'épilogue de Henry IV 2 ligne 30, qui confirme que Falstaff et sir John Oldcastle sont deux personnes différentes : « Pour autant que je sache, Falstaff mourra de la suette, à moins qu'il ne soit déjà tué par votre sévère jugement ; si Oldcastle est mort en martyr, ce n'est pas le cas de notre homme ». Néanmoins, certains historiens, comme Arthur R. Humphreys et Tom McAlindon, estiment que les fréquentes citations bibliques de Falstaff trahissent son origine lollarde, tandis que d'autres, comme Anthony Nuttall, pensent que si Falstaff use parfois du vocabulaire des prêcheurs puritains, c'est pour se moquer d'eux.
En 1599, quatre dramaturges de la troupe de l'Amiral écrivent The First Part of the True and Honorable History of the Life of Sir John Old-Castle, the Good Lord Cobham, une pièce pro-puritaine qui se propose de rétablir l'honneur de John Oldcastle terni par la pièce de Shakespeare, le prologue affirmant que :
| « Il ne s'agit pas d'un vieillard conseillant la jeunesse débauchée, Mais de quelqu'un dont la vertu brille au plus haut. » |

Cette pièce conclut :
| « Que la juste Vérité soit à nouveau honorée, Après que l'invention mensongère l'a défigurée ». |

Ironie de l'histoire, cette pièce au titre raccourci Sir John Oldcastle, censée corriger les mensonges de Shakespeare, est dûment incluse en 1664 dans le troisième Folio de ses œuvres, comme s'il en était l'auteur, le patronyme d'Oldcastle semblant associé indéfectiblement au sien.

### Sir John Fastolf

Armoiries de sir John Fastolf, chevalier de la Jarretière.

#### Biographie de Fastolf
Sir John Fastolf ou Fastolfe (1380-1459), tout comme sir John Oldcastle, a vraiment existé. Contemporain de ce dernier, il est originaire du comté de Norfolk. Soldat au service non du prince Hal, comme dans les pièces de Shakespeare, mais du prince Thomas de Lancastre, il combat non seulement honorablement mais même brillamment pendant la guerre de Cent Ans, se distinguant en particulier à la bataille d'Azincourt et au Siège de Meulan. Comptant quarante années de campagne en France, alors capitaine de Corbeil, il fait partie des généraux participant à la bataille de Patay. Sa manœuvre tactique, non comprise par ses hommes, échoue et les Anglais sont débordés par les Français, menés par Jeanne d'Arc, qui font prisonnier John Talbot, tandis que Fastolf parvient à s'enfuir, abandonnant armes et bagages. L'enquête ordonnée par le duc de Bedford innocente Fastolf qui est même nommé gouverneur du Maine et de l'Anjou, puis régent de Normandie. Il deviendra lieutenant de Caen en 1430, puis, en 1432-5, ambassadeur d'Angleterre au Concile de Bâle-Ferrare-Florence-Rome, un des principaux négociateurs de la paix d'Arras. Lorsqu'il se retire du service en 1441, Richard Plantagenêt, duc d'York, lui attribue une rente annuelle de 20 livres pro notabili et laudabili servicio ac bono consilio (pour d'importants et louables services ainsi que de bons conseils).

#### Légende de sa lâcheté
Mais des chroniqueurs du XVIe siècle, influencés par les Chroniques de Monstrelet, contredites pourtant par Jean de Wavrin, un témoin oculaire, rapportent que Fastolf fut déchu de l'Ordre de la Jarretière pour couardise, ayant fui lâchement durant la bataille de Patay, abandonnant Talbot aux mains des Français, « sans coup férir » selon Monstrelet.
On sait maintenant que cette version est fausse. Pendant l'enquête du duc de Bedford, Fastolf a pu être temporairement suspendu de son rang de chevalier de la Jarretière, sans que l'on sache vraiment si le duc avait le pouvoir de le suspendre sans l'assentiment du roi. Totalement disculpé, Fastolf récupère sa Jarretière, obtenue en février 1426,, et la conserve jusqu'à sa mort, malgré l'hostilité durable de Talbot, aiguisée par quatre années de captivité et le paiement d'une lourde rançon. Après treize ans de querelle, le tribunal des chevaliers de la Jarretière statue en faveur de Fastolf.
Selon Norwich, John Talbot est, comme Hotspur dans les Henry IV, une incarnation du chevalier idéal, et le véritable héros de Henry VI (première partie). Aussi Shakespeare reproduit-il la version erronée, faisant dire à Fastolf à l'acte III, scène 2, qu'il est prêt à abandonner tous les Talbot de la terre pour sauver sa propre vie. Shakespeare enrichit encore l'épisode en faisant arracher la Jarretière de Fastolf par Talbot lui-même, en présence du roi, officialisant à jamais son étiquette de couard, ce qui est une « colossale injustice ». Pour ajouter à la confusion, Fastolf est parfois orthographié Falstaff dans certaines éditions de Henry VI 1, ce qui a provoqué l'étonnement de certains spectateurs voyant Falstaff mourir sous Henri V, puis se faire dégrader et bannir sous Henri VI,,.
Au XVe siècle, John Fastolf possédait à Southwark d'importantes propriétés, rivalisant avec l'évêque de Winchester, ainsi que des brasseries, dont l'une dans Borough High Street porte le même nom, Board's Head (« la Hure de sanglier »), que l'auberge que fréquente Falstaff.
Il est vraisemblable que Shakespeare a fabriqué le nom Falstaff en partant du patronyme Fastolf, qu'il avait trouvé dans les Chroniques de Holinshed, et qu'il avait déjà utilisé pour la première partie d’Henry VI, après qu'on lui eut demandé de faire disparaître le nom d'Oldcastle. En effet, les trois pièces Henry VI, bien que situées chronologiquement après les pièces Henry IV, ont été écrites plusieurs années avant elles (début des années 1590 pour les Henry VI, et 1597-1598 pour les Henry IV).
Des écrits publics (dernières lignes de la pièce Every Man Out of his Humour de Ben Jonson) et privés (correspondance entre le comte et la comtesse de Southampton) montrent que dès 1599 le nom de Falstaff a pris la place d'Oldcastle dans la mémoire des spectateurs.

### John Shakespeare, père de William

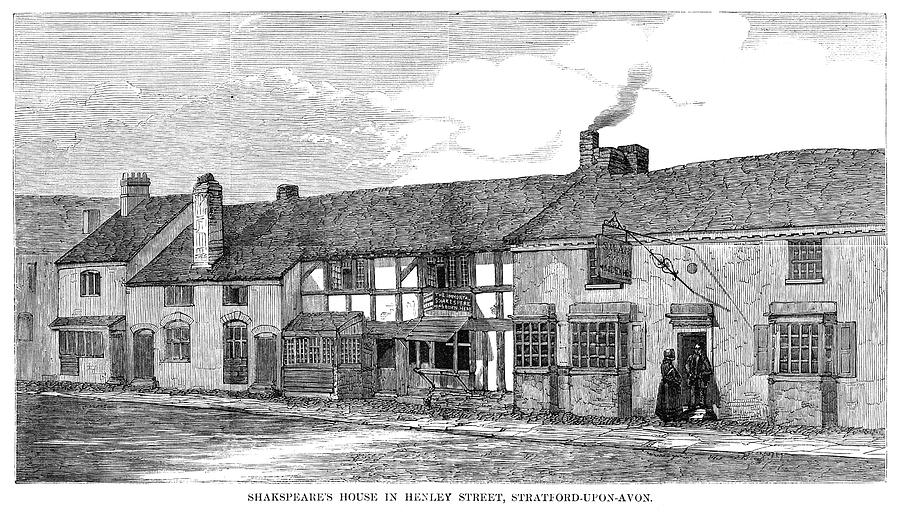
Maison natale de Shakespeare (gravure de W. J. Linton (1847).

#### L'ascension
Certains historiens, comme Greenblatt et Fleissner, qui citent Garry O'Connor, ancien directeur de la Royal Shakespeare Company, ont évoqué la possible influence de John Shakespeare, le père de William, dans la création de Falstaff, en rappelant sa trajectoire sociale. Originaire de Snitterfield, John quitte la ferme familiale pour s'installer à quelques kilomètres de là, à Stratford-upon-Avon. Il réussit dans ses affaires, un commerce de ganterie et quelques activités annexes, et gravit rapidement les échelons de la hiérarchie sociale de la ville. Il a une vingtaine d'années quand il est élu contrôleur du pain et de la bière, chargé entre autres de goûter cette boisson pour en vérifier la qualité. Les années suivantes, il occupe une succession de charges municipales pour devenir en 1565 « alderman », sorte de conseiller municipal, bailli en 1568-69, et en 1571, honneur ultime qu'une ville puisse offrir, « chief alderman », soit l'équivalent de maire actuel, mais avec plus de pouvoirs et d'apparat. En 1569, il postule pour des armoiries qui lui permettraient d'avoir le titre de gentleman et de se faire appeler « sir John ». Il a alors une quarantaine d'années, et ses fonctions impliquent des contacts réguliers avec les personnages importants de la région : le comte de Warwick, l'évêque de Worcester, ou sir Thomas Lucy par exemple. Stratford étant une ville indépendante, son maire doit faire preuve à la fois de tact et de finesse pour faire respecter ses droits face à ces grandes figures régionales. Il y réussit bien sans doute, car il occupe ce poste pendant plusieurs années, et n'est absent qu'une seule fois en treize ans aux réunions du conseil municipal.

#### La chute

L'actuel hôtel de ville de Stratford-upon-Avon.

À partir de 1577, il cesse brusquement d'assister aux réunions municipales, mais son prestige se maintient, car ses collègues le dispensent des traditionnelles amendes pour absence, et laissent son nom sur le tableau de service jusqu'en 1586, espérant sans doute qu'il reviendra aux affaires. Il est aussi exempté de payer son obole pour les pauvres, ce qui est un geste exceptionnel de la part des autres aldermans.
En fait, John Shakespeare est en grand manque d'argent — une situation que Falstaff connaîtra bien —, ce qui l'oblige à vendre ou à hypothéquer ses biens, maisons et terrains, ainsi que ceux venant de sa femme, les uns après les autres. Il cesse même d'assister à la messe anglicane le dimanche, comportement grave à l'époque, passible comme réfractaire de lourdes amendes et même de prison. Il y échappe sous le prétexte qu'il ne quitte plus sa maison par crainte d'être arrêté pour dettes. En effet à cette époque, les shérifs pouvaient procéder à des arrestations le dimanche, et l'église était un endroit idéal pour retrouver un coupable. Dans Henry IV 2, Falstaff manque d'être arrêté pour dettes dans une taverne par deux sergents de ville, ce qui provoque un début de rixe. Entre-temps, William, le fils aîné de John, a quitté la maison et travaille comme dramaturge à Londres.

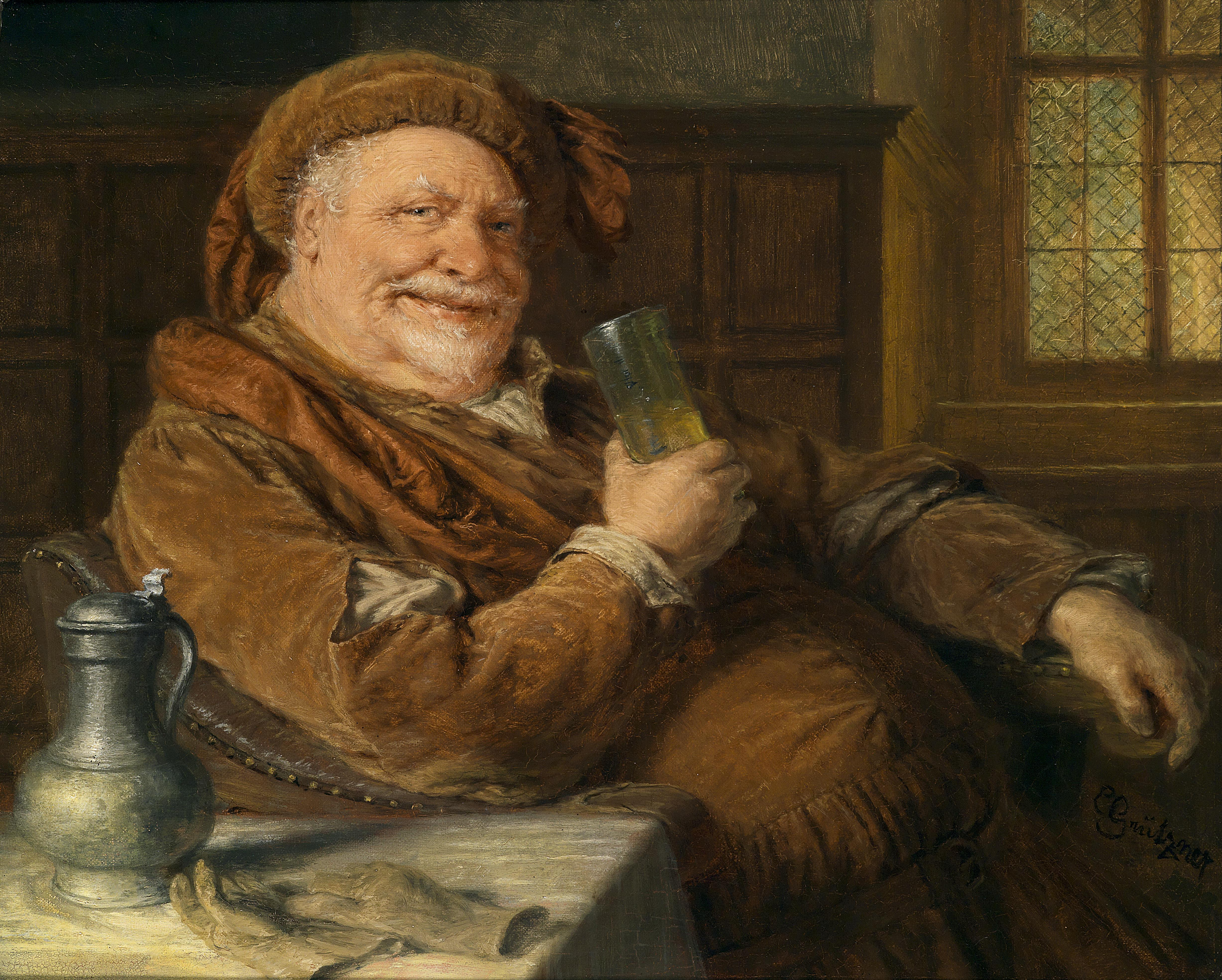
Falstaff, un verre de vin d'Espagne à la main, par Eduard von Grützner.

Les historiens se sont interrogés et s'interrogent toujours sur la raison de ce déclin brutal, évoquant soit une période économique difficile, où les objets de luxe comme les gants ne se vendent plus, soit l'alcoolisme, l'ancien goûteur de bière municipal ayant succombé à l'attrait de cette boisson, soit ces deux hypothèses conjuguées.
Il y a de nombreuses représentations de l'ivresse et des ivrognes dans l’œuvre de Shakespeare, mais un des plus brillants exemples en est John Falstaff, qui a comme leitmotiv : « Apportez-moi une coupe de vin d'Espagne », et qui finit son panégyrique sur le vin par une conclusion frappante : « Si j'avais mille fils, le premier principe humain que je leur inculquerais serait d'abjurer les boissons claires et de s'adonner au vin d'Espagne ».
Avec Falstaff, Shakespeare nous montre un gentleman s'enfonçant dans la fange, un séducteur cynique, un père à qui on ne peut faire confiance, un faux-père en quelque sorte, qui est renié à jamais à la fin d'Henry IV 2 par son faux-fils, le prince Hal, illustrant le mépris d'un fils devenu adulte pour le père qui a échoué.

### Le dramaturge Robert Greene

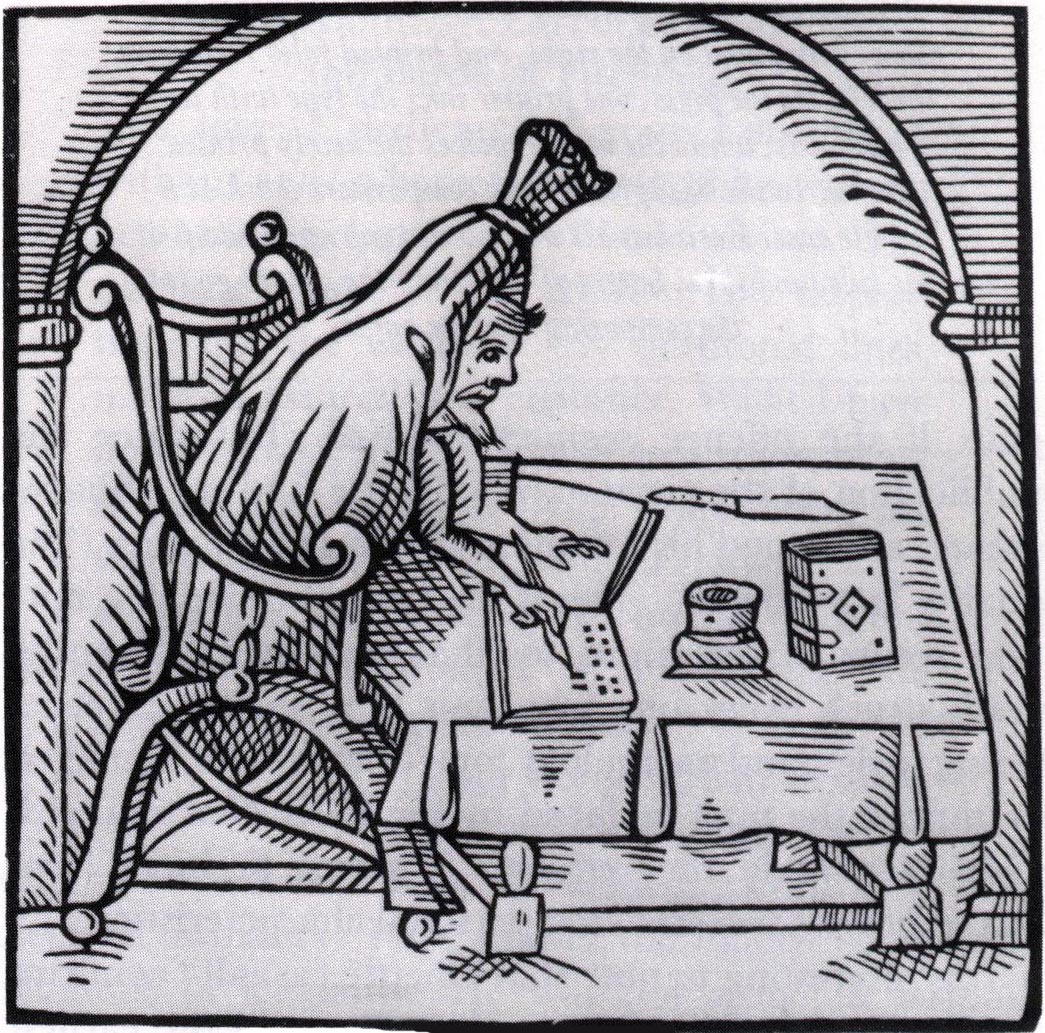
Mort, Greene, dans son suaire, continue à écrire à sa table de travail, possible allusion à sa lettre posthume attaquant Shakespeare et Marlowe.

Stephen Greenblatt, universitaire et critique américain, a remarqué certaines similitudes entre Falstaff et Robert Greene, un dramaturge contemporain de Shakespeare. C'est lui par exemple qui, dans une lettre posthume, accuse Shakespeare de plagiat, le traitant de « jeune corbeau arrogant ». Doll, l'épouse à la fois abandonnée et regrettée de Robert Greene, a le même prénom que Doll Tearsheet, la prostituée que Falstaff fréquente dans les Henry IV. Greene, dans la vraie vie, emprunte de l'argent à une certaine Miss Isam, qui le soigne jusqu'à sa fin misérable, comme Falstaff le fait avec Mrs Quickly, qui l'assiste seule jusqu'à sa mort malgré l'argent qu'il lui doit.
Greenblatt fait ainsi le parallèle entre Robert Greene et Falstaff. Greene, diplômé de Cambridge et d'Oxford, qui traîne dans de misérables tavernes en compagnie de vauriens, a une position sociale aussi ambiguë que celle de Falstaff, à la fois intime du prince de Galles et membre d'une bande de voleurs. Falstaff reprend l'habitude des beuveries et des prostituées de Greene, sa panse hydropique, le gâchis insouciant de ses immenses talents, l'exploitation cynique de ses amis, son effronterie, son charme pitoyable. On retrouve aussi chez Falstaff les brefs moments de repentir pour lesquels Greene était connu, mais qui cessaient dès l'arrivée d'une nouvelle tentation, comme illustré à l'acte I, scène 2 de Henry IV 1 :
| Falstaff – Tu serais capable de corrompre un saint : tu m'as fait beaucoup de mal, Hal, Dieu te le pardonne, […] Aujourd'hui, me voici parmi les réprouvés. Je dois renoncer à ce genre de vie et j'y renoncerai. Sinon, par Dieu, je suis un scélérat, je ne me damnerai pas pour tous les fils de roi de la Chrétienté. Hal – Où prendrons-nous une bourse demain, Jack ? Falstaff – Ventrebleu, où tu voudras, fiston, j'en suis. |

Pour cette raison, Poins, un membre de la bande de voleurs, surnomme Falstaff « Monsieur Remords », un sobriquet qui s'appliquait peut-être à l'origine à Greene.
Falstaff se lance avec Hal dans des joutes verbales agressives et inventives, auxquelles se livraient dans les tavernes les « beaux esprits de l'université » tels Greene et Nashe, et auxquelles Shakespeare a probablement assisté :
| Hal – Ce couard cramoisi, ce tombeur de sommier, ce brise-échine de cheval, cette énorme montagne de chair... Falstaff – Sangdieu, crève-la-faim, peau d'anguille, langue de bœuf séchée, gidouille de taureau, morue sèche ! Ah ! Je n'ai pas assez de souffle pour dire à quoi tu ressembles, aune de tailleur, fourreau, carquois, vile rapière rigide... |

Lorsque Shakespeare écrit Henry IV, Greene n'est déjà plus là, mort prématurément à l'âge de 34 ans à cause de ses excès. Cela laisse plus de liberté à Shakespeare, dont la position littéraire s'affirme de plus en plus, pour rassembler les éléments de la vie gâchée de Greene et les mêler avec ceux d'autres modèles pour façonner un personnage comique unique.
Des historiens ont aussi fait, avec plus ou moins de bonheur, le parallèle entre Falstaff et d'autres contemporains de Shakespeare : le clown Tarlton, le dramaturge Chettle, connu pour son embonpoint, et le capitaine Nicholas Dawtrey, maire de Carrickfergus, selon son descendant John Dawtrey.

### Autres modèles possibles

#### Personnage du Vice dans les moralités

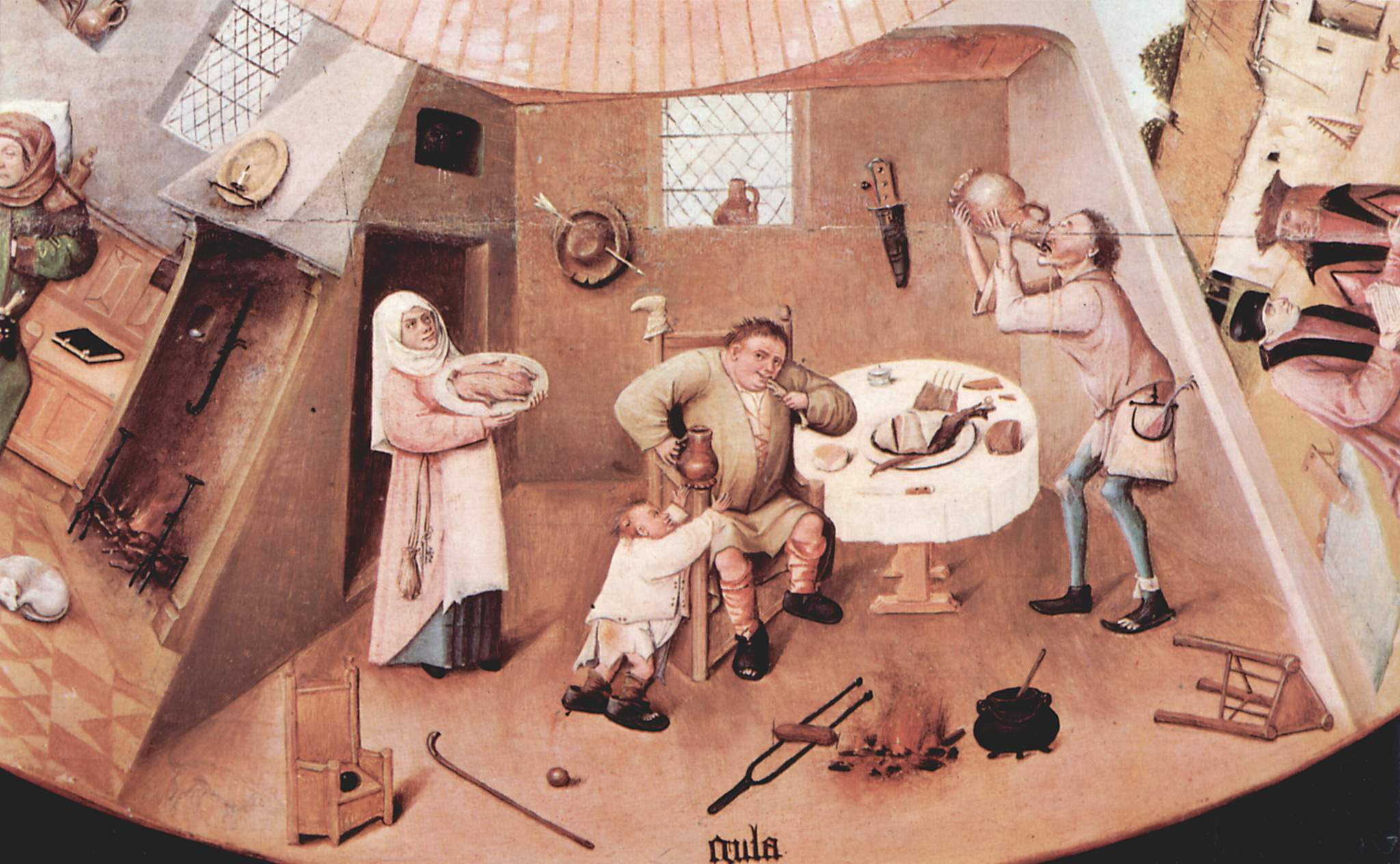
Un des sept péchés capitaux peints par Jérôme Bosch : « Gula », la gloutonnerie.

Parmi les nombreuses sources, directes et indirectes, ayant inspiré Shakespeare, il faut inclure les spectacles des moralités médiévales, qui mettent en scène les luttes entre le Vice et la Vertu. Selon Saccio, la genèse de Falstaff s'est principalement nourrie des traditions théâtrales du Vice des Moralités, du Soldat fanfaron et du comique bouffon, avatars du Vice. La taverne d'Eastcheap, quartier général de Falstaff et de sa bande, est l'antithèse de la cour royale, et dans les moralités, ce genre de lieu est considéré comme la cuisine du diable.
En ce qui concerne Oldcastle et Fastolf, il n'est fait mention nulle part d'une quelconque obésité. Dans les moralités médiévales en revanche on trouve cette caractéristique physique chez Gula, l'incarnation de la gloutonnerie, l'un des sept péchés capitaux. Bien que les moralités soient en perte de vitesse à l'époque de Shakespeare, depuis qu'Élisabeth en a fait interdire les représentations lors de son accession au trône, leurs messages et leurs conventions n'ont pas entièrement disparu de la mémoire des spectateurs élisabéthains, et ceux-ci reconnaissent en Falstaff les caractéristiques de la goinfrerie, de la paresse et de la lubricité, et en Hal le symbole de la jeunesse en danger. Dans Henry IV 1, Hal le souligne d'ailleurs avec impatience, lorsqu'il interprète le rôle de son père tandis que Falstaff joue le rôle de Hal :
| Hal (jouant le rôle du roi) – [...] ce révérend Vice, cette grise Iniquité, ce père ruffian, cette Vanité sénile [...] Falstaff (jouant le rôle de Hal) – […] de qui votre Grâce parle-t-elle ? Hal – De ce fourbe et abominable corrupteur de la jeunesse, Falstaff, ce vieux Satan à barbe blanche. |

Incarnation du Vice, Falstaff accepte aussi les pots-de-vin lorsqu'il est chargé du recrutement de nouveaux soldats. Il se dédouane ensuite de la faiblesse de ses troupes, conséquence de sa corruption, en disant cyniquement qu'il ne s'agit de toute façon que de « chair à canon ». Sur les 150 conscrits qu'il a enrôlés et qu'il accompagne à Shrewsbury, seuls trois sont encore vivants après la bataille, et dans un tel état qu'aux yeux d'un Falstaff indifférent ils seront tout juste bons à mendier le reste de leur vie à la porte des églises. Mais, selon Honan, Falstaff n'est pas à blâmer dans ce cas, le système guerrier et les pratiques de combat de l'époque en sont les principaux responsables.
Dans Henry IV 2, Falstaff est finalement et définitivement rejeté par Hal nouvellement couronné Henri V, ce qui peut être vu soit comme l'ingratitude cruelle du nouveau souverain se débarrassant de compagnons devenus inutiles et encombrants, soit comme le triomphe irrémédiable de la Vertu sur le Vice après bien des péripéties, ce qui correspond à la fin traditionnelle des moralités.

#### Lord of Misrule

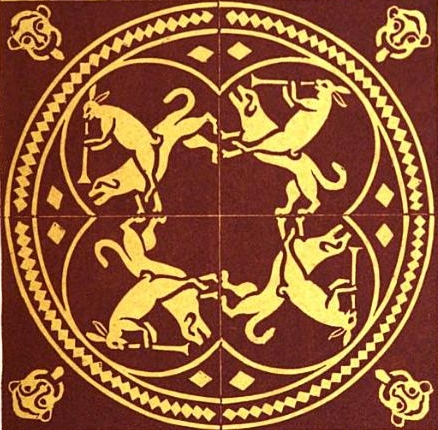
Carreaux médiévaux inspirés de la fête des Fous, symbolisée par les masques moqueurs à leurs quatre coins, et des lièvres chevauchant triomphalement des chiens de chasse.

Le Lord of Misrule, une figure de carnaval, appelé en France le « Prince des sots », était celui qui présidait la Fête des Fous, une mascarade tenue entre Noël et le Jour de l'an en Angleterre, en Écosse et en France. Le Lord of Misrule était généralement un paysan, qui inversait l'ordre des choses, les domestiques devenant les maîtres, et les maîtres les domestiques. À Londres, le 8 mars 1553, le rôle du Lord of Misrule est tenu par le shérif lui-même, accompagné dans une procession par le diable, des géants et un docteur. Ce genre de manifestation en grande partie profane se poursuit pendant plusieurs années aussi bien à la cour que dans de petites communautés, jusqu'à ce qu'elle s'attire les foudres des puritains.
Stephen Greenblatt recense dans l’œuvre de Shakespeare deux personnages inspirés du Lord of Misrule : sir Toby Belch dans La Nuit des rois et Falstaff dans les deux Henry IV. Tous deux renversent pour un temps limité les notions de sobriété, de dignité et de bienséance, et Shakespeare les suit après que leur règne désordonné a pris fin : « Crois-tu que c'est le moment de s'amuser et de plaisanter ? » lance Hal, désormais sérieux, à Falstaff à la fin de la bataille de Shrewsbury, lorsque ce dernier sort de son étui, non pas un pistolet, mais une bouteille de vin. Hal représente alors le seigneur de l'ordre (The Lord of Rule), tandis que Falstaff incarne le seigneur du désordre (The Lord of Misrule).
Falstaff, comme Lord of Misrule et faux père de Hal, est un faux usurpateur, tout comme le vrai père de Hal, le roi Henri IV, est un vrai usurpateur, puisqu'il a déposé Richard II et lui a succédé sans légitimité dynastique. Falstaff peut donc dans cette situation considérer qu'il peut s'affranchir des lois du pays et s'opposer au Grand juge et au roi. Falstaff pense qu'il pourra tout obtenir du roi fraîchement couronné et promet déjà à ses compagnons de réaliser leurs rêves. Le rejet public de Falstaff par Henri V remet les choses à leur juste place : Hal, le jeune homme dépravé, est devenu roi et Falstaff reste un coquin qui mérite la prison. Le règne du Lord of Misrule prend fin au moment du bannissement de Falstaff, équivalent, en quelque sorte de la mise à mort rituelle du Roi de Carnaval.

#### Le Soldat fanfaron

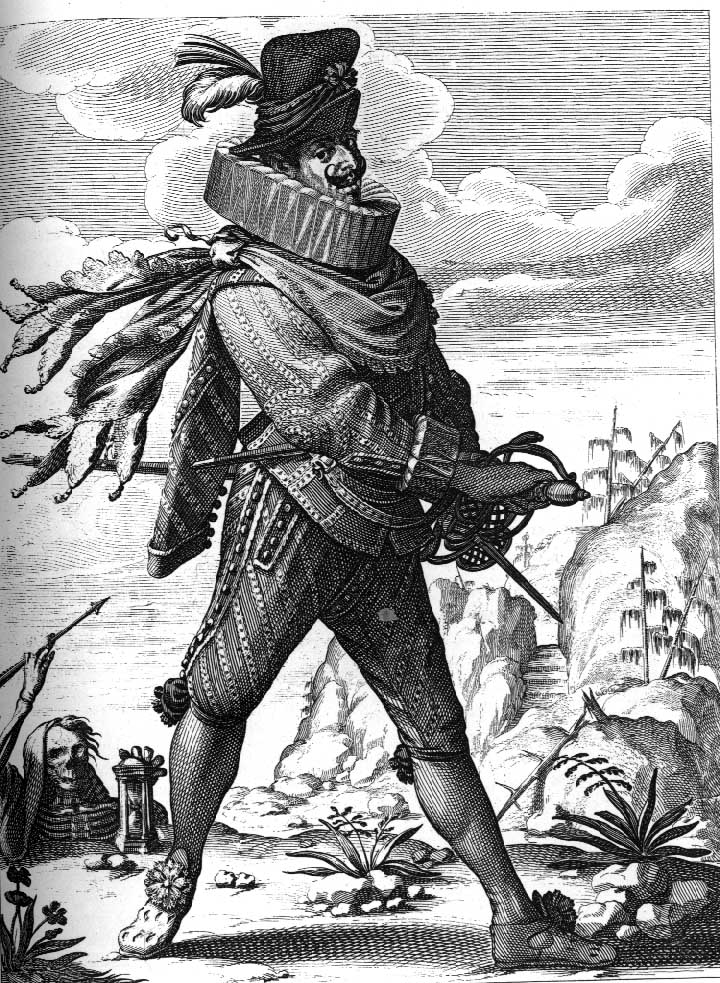
Un exemple de soldat fanfaron du XVIIe siècle : le Capitan, par Abraham Bosse.

Le Soldat fanfaron est à l'origine un personnage de Plaute, désigné parfois par son nom latin Miles gloriosus, redécouvert en Angleterre au moment de la Renaissance à travers la Commedia dell'arte. Il s'agit, comme son nom l'indique, d'un soldat vantard et menteur, qui cache sa poltronnerie sous des dehors exubérants.
Plusieurs auteurs, comme Potter, Humphreys ou Frye, ont évoqué la part de « soldat fanfaron » chez Falstaff. De ce point de vue, celui-ci possède certains traits communs avec d'autres personnages de Shakespeare, Don Adriano de Armado de Peines d'amour perdues et Parolles de Tout est bien qui finit bien, ainsi qu'avec des personnages d'auteurs contemporains, comme sir Tophas dans Endymion de John Lyly ou Basilico dans Soliman and Perseda de Thomas Kyd. En revanche, ce qui différencie Falstaff de tous ces matamores est son âge, Shakespeare en ayant fait un vieillard, influencé peut-être par le premier nom de Falstaff : Oldcastle (« vieux château »). Parmi les épisodes caractéristiques du miles gloriosus dans les deux Henry IV, on peut citer les épisodes suivants :
- Falstaff s'enfuit à Gad's Hill effrayé par deux inconnus qui le menacent et qui ne sont en réalité que Hal et Poins déguisés[68] ;
- puis il se vante que ses assaillants se comptaient par douzaines[68] ;
- à la bataille de Shrewsbury, il marque son épée en la frappant sur des rochers et souille ses vêtements pour faire croire qu'il s'est battu[68] ;
- puis il fait le mort en attendant que les combattants s'éloignent[68] ;
- il frappe le cadavre de Hotspur pour faire croire que c'est lui qui l'a tué[68] ;
- il conserve l'argent qui lui a été donné pour lever des troupes[9] ;
- à la bataille de Gaultres, il fait en sorte d'arriver trop tard[148]
- à cette même bataille, sa capture de Colevile est une pure bouffonnerie[68] ;
- devant le Grand Juge, il se vante de son nom qui effraie tant ses ennemis[note 43].

Selon Jean-Michel Déprats, le vol du trésor royal à Gad's Hill par Falstaff et ses compères  est l'apothéose de la facette « soldat fanfaron », épisode d'où Falstaff parviendra pourtant à se tirer avec esprit : « Par Dieu, je vous avais reconnus comme si je vous avais faits », expliquant sa fuite sans combattre par « Était-ce à moi de tuer l'héritier présomptif ? ».
Falstaff est aussi couard que menteur, mais il est plus complexe et profond que le simple personnage du fanfaron, comme l'est son compagnon Pistol, peureux, mais dépourvu d'esprit. La couardise de Falstaff est pleine d'humour, quelque chose qu'un déserteur paniqué ne ressentira jamais. Il sait qu'il est poltron, et il a assez de lucidité pour le reconnaître, d'intelligence pour le justifier et d'esprit pour en rire, comme lors de sa tirade sur l'honneur sur le champ de bataille de Shrewsbury : « […] L'honneur peut-il remettre une jambe cassée ? Non. Un bras ? Non. Peut-il supprimer la douleur d'une blessure ? Non. L'honneur ne connaît-il donc rien à la chirurgie ? Non. Qu'est-ce que l'honneur ? Un mot […]. L'honneur n'est qu'un écusson funéraire. », ou comme sa remarque : « L'instinct est une grande chose. J'ai été couard par instinct ».
Maurice Morgann, dans son essai Dramatic Character of Sir John Falstaff (1777), a été un des rares historiens à avoir voulu démontrer que Falstaff était un soldat courageux.

#### Un habitant de Stratford-upon-Avon
Selon William Oldys, qui le tenait du vieil acteur Bowman, qui lui-même le tenait de sir William Bishop, Shakespeare aurait façonné Falstaff à l'image d'un habitant de Stratford-upon-Avon, avec lequel il aurait eu des problèmes de délimitation de terres.

## Falstaff et la chevalerie

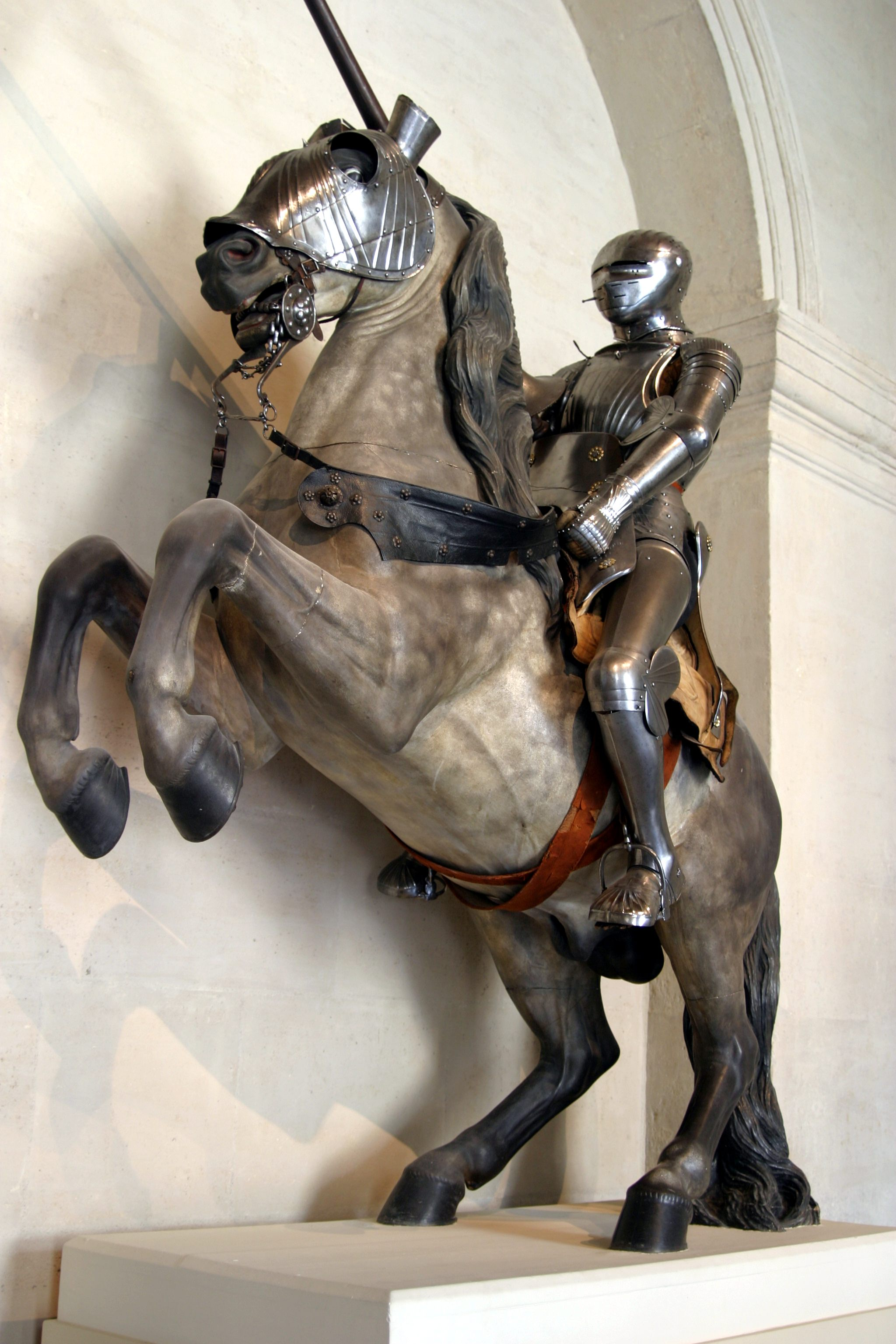
Équipement d'un chevalier au début du XVIe siècle (musée de l'armée, Paris).

On ne sait ni où, ni quand, ni par qui Falstaff a été adoubé chevalier. Il a été dans sa jeunesse page de Thomas Mowbray, duc de Norfolk, ce qui constitue la première étape classique de la formation d'un chevalier. Il est donc issu d'une famille noble, et non pas d'une classe inférieure de la société, comme pourraient le laisser supposer son mode de vie et ses fréquentations actuelles. Cette origine familiale est confirmée dans Henry IV 2, où lui a été confiée l'éducation d'un jeune page, dans le but traditionnel de le former comme chevalier. D'ailleurs Falstaff hérite implicitement du statut social de ses premiers modèles, sir John Oldcastle et sir John Fastolf, qui étaient tous deux de nobles guerriers, tous deux chevaliers, l'un d'eux étant même chevalier-compagnon de l'ordre prestigieux de la Jarretière.
Falstaff est donc sans conteste un véritable chevalier. C'est un guerrier vétéran, toujours soldat professionnel, mais condamnant depuis longtemps l'absurdité de la gloire et de l'honneur militaires. En ce sens, il constitue une formidable critique de l'idéal chevaleresque. Falstaff prend en effet le contre-pied de toutes les valeurs de la chevalerie que sont le courage, l'honneur, la droiture, l’honnêteté, l'amour courtois. Il est lâche, menteur, corrompu, il méprise l'honneur et fréquente des prostituées ou tente de séduire des femmes mariées. Il est également inapte au combat à cause de sa corpulence. D'ailleurs à cause de son poids, Hal le traite de « brise-échine de cheval ». C'est sans doute pour cette raison – alors que, par définition et tradition, le chevalier est un guerrier à cheval – que Hal l'affecte à l'infanterie pour aller combattre à Shrewsbury, ce qui le contrarie.

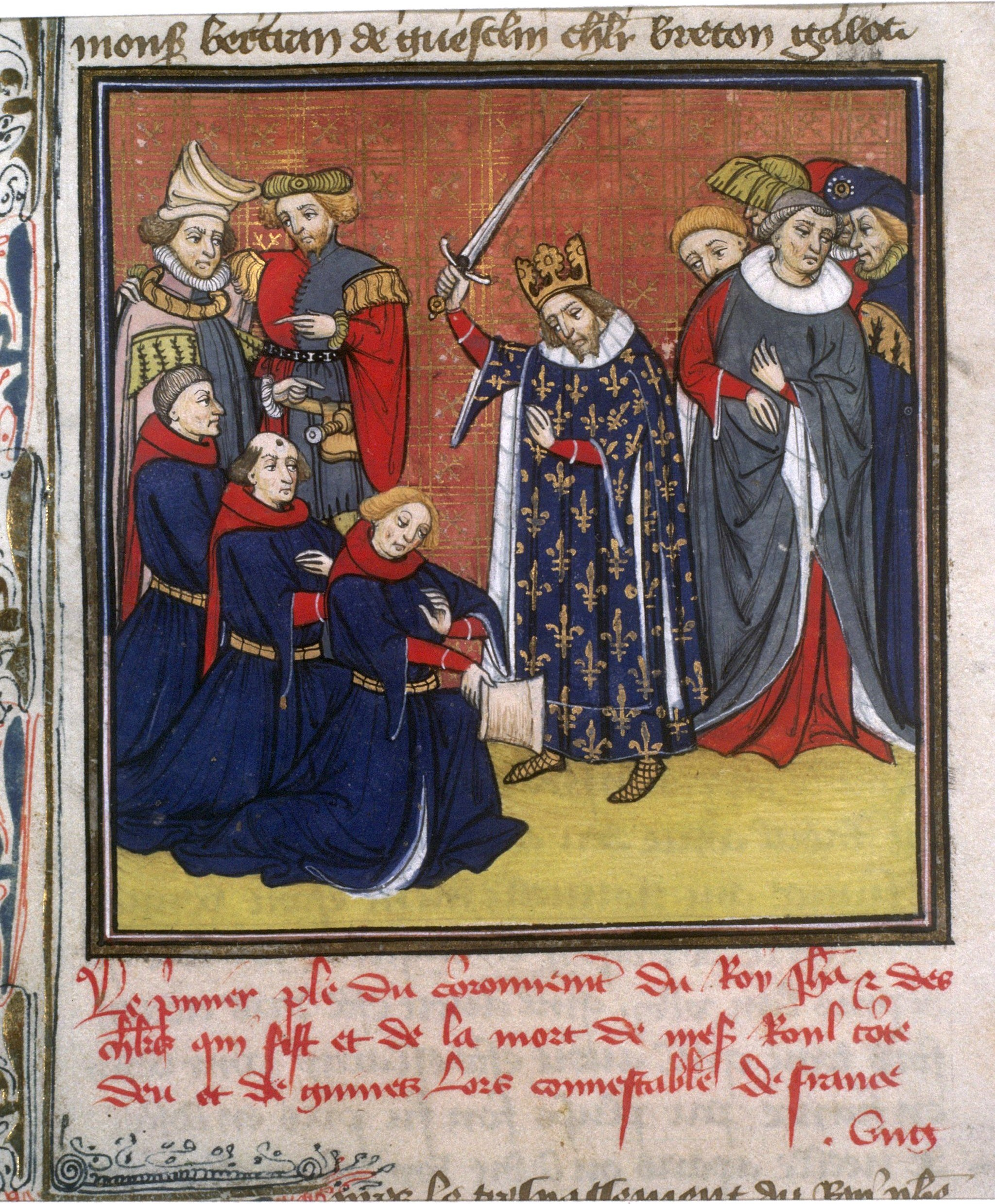
Exemple d'adoubement de chevaliers.

Dans les Henry IV, l'idéal chevaleresque est incarné par Hotspur, absurdement courageux, à la recherche d'un destin tragique, complète anti-thèse de Falstaff. Ce parfait chevalier est pourtant le chef des rebelles, qui se dressent contre la monarchie. L'honneur est la sphère d'Hotspur, qui s'écrit, exalté, avant la bataille de Shrewsbury, où il sait qu'il est en nette infériorité numérique : « Le Jour du jugement est proche, mourrons tous, mourrons joyeusement », alors que quelques scènes plus loin, pendant la même bataille, Falstaff s'exclame : « J'aime mieux la vie que l'honneur ».
En fait, l'adoubement de chevaliers est, dans les années 1590, une épineuse question entre la reine Élisabeth Ire et Robert Devereux, 2e comte d'Essex. Au début du XIVe siècle, il y a environ 1 200 chevaliers en Angleterre. À l'accession de la reine au trône en 1558, il n'y en a plus que la moitié à cause des morts naturelles ou martiales et d'un faible renouvellement des effectifs. Au milieu de son règne, ce nombre est encore divisé par deux, car c'est un moyen efficace et discret pour Élisabeth, en créant très peu de nouveaux chevaliers, de consolider son pouvoir et d'étouffer l'énergie d'une noblesse qui s'est régulièrement révoltée contre la monarchie, à l'instar d'Hotspur et de ses parents, les grands barons du Nord.
Essex, en revanche, est déterminé à restaurer la chevalerie en nombre et en prestige, et il l'affirme publiquement à plusieurs reprises. Il profite de ses prérogatives de général en campagne pour récompenser ses soldats en adoubant vingt-et-un chevaliers au siège de Rouen en 1591, soixante-huit à la prise de Cadix en 1596 et quatre-vingt-un de ses partisans lorsqu'il est Lord lieutenant d'Irlande, sans en demander l'autorisation à la reine. Il est difficile de convaincre celle-ci de ne pas révoquer certains d'entre eux. John Chamberlain considère que cette explosion du nombre des chevaliers sans l'approbation de la souveraine sape l'autorité royale et jette le discrédit sur l'ordre de la chevalerie, ce que fait également Falstaff à chaque représentation par ses activités de voleur et son comportement de couard. Élisabeth n'était peut-être pas mécontente de voir cette chevalerie dénigrée et ridiculisée sur la scène d'un théâtre public.

## Origine du nom Falstaff
Lorsqu'il a dû faire disparaître le nom d'Oldcastle de sa pièce Henry IV 1, Shakespeare n'a pas cherché à inventer un nom nouveau. Il avait déjà introduit dans sa pièce Henry VI 1 le type du lâche, un dénommé sir John Fastolf, qu'il avait tiré des Chroniques de Raphael Holinshed, et qui était aussi une personne ayant véritablement existé,.
Soit par mesure de précaution, ayant déjà été échaudé avec les descendants d'Oldcastle, soit par goût du jeu de mots, Shakespeare a modifié Fastolf en Falstaff, jouant avec le nom de ce personnage comme il l'a souvent fait avec plusieurs autres de ses créations (Caliban, Malvolio, Cordelia, Olivia/Viola). Néanmoins, à cause de la trop évidente proximité entre les deux patronymes, Fastolf et Falstaff, Thomas James, premier responsable de la bibliothèque bodléienne d'Oxford, écrit en 1625 que l'utilisation par Shakespeare du nom de Falstaff pour rebaptiser un personnage comique est tout aussi répréhensible que son premier choix, Oldcastle.
De nombreux critiques ont souligné que, de même que le nom Shakespeare peut être décomposé en Shake-spear (« remue-pique »), Falstaff peut se diviser en False-staff ou en Fall-staff, jouant de plus sur la polysémie de staff, qui peut signifier :
- bâton, hampe (avec une connotation sexuelle possible[163]) ;
- soutien, appui ;
- pouvoir, autorité ;
- bâton de commandement.

En associant ces sens soit avec false (« faux »), soit avec fall (« chute, tomber »), le nom Falstaff prend une multitude de significations. Potter retient « false-staff », faux-père, Falstaff jouant le rôle d'un faux-père auprès de Hal, ainsi que « le peu héroïque false-staff » et « l'impuissant fall-staff ». Fleissner retient fall-staff (ou false-staff), car il ne combat pas. Dans Les Joyeuses Commères, Falstaff échoue devant les deux femmes, et son bâton tombe. Avec « Fall-staff », Déprats évoque « des silènes ventrus et des Bacchus des Saturnales romaines, pourvus de membres priapiques menacés de détumescence ».
La graphie « Fall staff » a dû avoir un certain succès, puisqu'Inigo Jones, architecte et metteur en scène de la cour, contemporain de Shakespeare, l'utilise lorsqu'il décrit le personnage Fall staff : « avec un gros ventre et des bottes courtes laissant voir de grandes jambes enflées, et avec une grosse tête chauve ».

## Postérité du personnage

### Filmographie

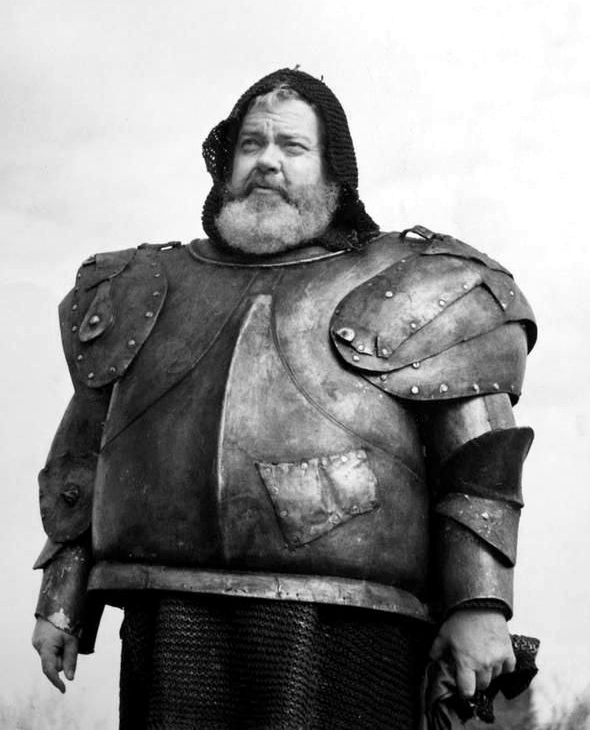
Photographie promotionnelle d'Orson Welles dans le rôle-titre de Falstaff, 1965.

#### Cinéma
- Falstaff apparaît pour la première fois au cinéma en 1923, dans un film muet en noir et blanc de 35 minutes, Falstaff the Tavern Knight[167].
- En 1944, le film Henry V dépeint George Robey comme Falstaff.
- En 1959 la BBC propose The Life and Death of Sir John Falstaff, une série de sept épisodes de 30 minutes en noir et blanc, à partir des trois pièces où apparaît le personnage.
- En 1965, Orson Welles lui consacre un film en refondant plusieurs pièces du dramaturge anglais. C'est le réalisateur-comédien lui-même qui, sa corpulence aidant, incarne John Falstaff.
- En 1989, Falstaff, interprété par Robbie Coltrane, apparaît brièvement dans le film Henry V, de Kenneth Branagh. Les scènes où on le voit sont des flash-backs ; extraites du texte des première et deuxième partie d'Henry IV, elles sont incorporées par Branagh à l'action de Henry V.

- En 1991 Gus Van Sant s'inspire de Falstaff pour le personnage de Bob Pigeon dans My Own Private Idaho, film librement inspiré de Henri IV[168]. L'acteur Keanu Reeves pour sa part joue la transposition du Prince de Galles, sous la forme du fils du maire de Portland, promis à un riche héritage.

- Plus anecdotique, en 1981, Steven Spielberg suggère à l'acteur John Rhys-Davies qui doit tenir de rôle de Sallah, l'ami d'Indiana Jones dans Les Aventuriers de l'arche perdue, d'« ajouter un peu de Falstaff dans son jeu »[169].

- En novembre 2015 doit sortir aux États-Unis H 4[note 51], une version moderne des deux Henry IV, transposés dans Los Angeles, où Falstaff est joué par Angus Macfadyen[170].
- Une version moins truculente du personnage se retrouve dans Le Roi, du réalisateur David Michôd et sorti en 2019, dans lequel Falstaff est recruté par Henri V pour diriger son armée lors de sa campagne en France.

#### Télévision

##### Téléfilm
Dans Beau Brummel This Charming Man (2006), Brummel et le prince-régent lisent la pièce à plusieurs reprises, se disputant le rôle du prince Hal pour ne pas jouer Falstaff. Beau Brummel dit presque au prince qu'il devrait prendre ce rôle parce qu'il est « bien en chair » (fat), avant de se rattraper, suggérant à la place qu'il est « bien… meilleur acteur » que lui (« You must play Falstaff, because you are fat… far more better actor than me, go and play the prince »).

### Jeu vidéo
En 2020, il est également référencé dans le jeu vidéo polonais Cyberpunk 2077. Une arme en forme de godemiché appelée Sir John Phallustiff est disponible pour les joueurs, référence évidente au personnage classique.

### Opéra
Le personnage a inspiré trois opéras majeurs, le premier, méconnu, de la plume d'Antonio Salieri, Falstaff, ossia Le tre burle, en 1799, le deuxième de Giuseppe Verdi (Falstaff) en 1893 et le troisième de Ralph Vaughan Williams (Sir John in Love) en 1929, tous trois inspirés par Les Joyeuses Commères de Windsor, comme l'opéra-comique d'Otto Nicolai, sur un livret de Salomon Hermann Mosenthal, Die lustigen Weiber von Windsor, créé en 1849. Falstaff (en compagnie de Shakespeare et de la reine Élisabeth), apparaît dans Le Songe d’une nuit d’été, opéra-comique en trois actes d'Ambroise Thomas créé en 1850, sur un livret de Rosier et de Leuven très librement inspiré de la comédie éponyme. L'opéra-comique d'Adolphe Adam, Falstaff sur un livret de Adolphe de Leuven et Jules-Henri Vernoy de Saint-Georges créé en 1856 à Paris, Théatre lyrique.

### Musique
Beethoven a écrit une série de variations pour piano sur un duo du Falstaff de Salieri, La stessa, la stessissima. Edward Elgar a composé en 1913 une pièce symphonique inspirée par le Falstaff des deux pièces historiques consacrées à Henry IV.

### Littérature

#### Roman
- Victor Hugo l'évoque dans le tome V des Misérables, avant de raconter la chute de la barricade : « La France a ses rechutes de matérialisme, et, à de certains instants, les idées qui obstruent ce cerveau sublime n’ont plus rien qui rappelle la grandeur française […] Hélas ! être monté, cela n'empêche pas de tomber. On voit ceci dans l'histoire plus souvent qu'on ne voudrait. Une nation est illustre ; elle goûte à l'idéal, puis elle mord dans la fange, et elle trouve cela bon ; si on lui demande d'où vient qu'elle abandonne Socrate pour Falstaff, elle répond : C'est que j'aime les hommes d'état »[173].
- Fiodor Dostoïevski, dans Les Démons, le capitaine Lébiadkine est surnommé, par Nicolas Vsévolodovitch, Falstaff.
- Dans les suites de Rendez-vous avec Rama d'Arthur C. Clarke, écrites en collaboration avec Gentry Lee, Rama II (1989), Les Jardins de Rama (1991) et Rama révélé (1993), apparaît un robot nommé Falstaff[174].
- Jack-Alain Léger a repris le personnage dans son roman L'autre Falstaff (1996).

#### Nouvelle
- Théophile Gautier, dans La Cafetière (1831) compare un vieux portrait à Falstaff : « Un des portraits, le plus ancien de tous, celui d’un gros joufflu à barbe grise, ressemblant, à s’y méprendre, à l’idée que je me suis faite du vieux sir John Falstaff »[175].
- Jean Ray le met en scène dans son recueil de nouvelles fantastiques Les Derniers Contes de Canterbury (1944). Il apparaît dans le prologue, sous l'aspect d'un « vieil homme gras à lard portant une chandelle allumée », puis prend la parole parmi les derniers conteurs (dans Le gros homme raconte), affirmant s'appeler Fastolf puis s'en prenant à « ce misérable Will » qui l'accusa « de goinfrerie sans bornes et de déplorables mœurs », avant de raconter à son tour une histoire, dans le chapitre suivant intitulé Fastaff se souvient[176].

#### Poème
- Paul Verlaine, dans Le Squelette, dixième poème de son recueil Jadis et naguère (1884) fait aussi référence à ce personnage en écrivant (entre parenthèses, à la fin du deuxième quatrain) : « John Falstaff lui-même en eût frémi »[177].

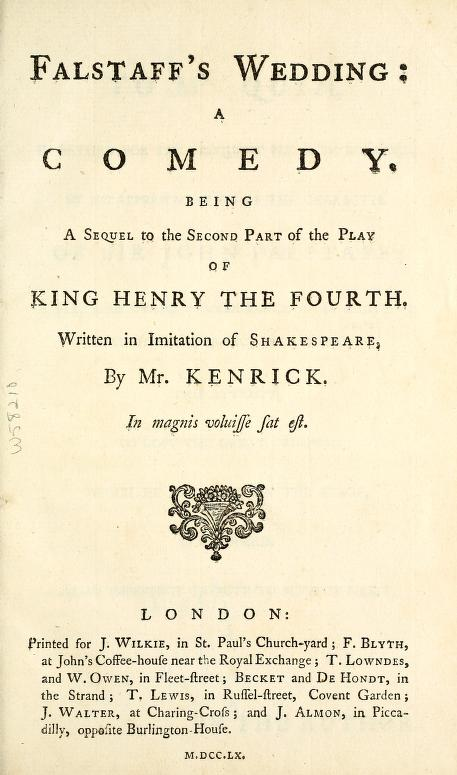
Première édition de Falstaff's Wedding (1760).

#### Satyre
- En 1760 le satiriste William Kenrick (v. 1725 – 1779) fait jouer une pièce en vers, « imitée de Shakespeare » Falstaff's Wedding (le Mariage de Falstaff), censée se situer après Henry IV. Falstaff, amer, est impliqué dans une tentative d'assassinat de Henry V ; une seconde version en prose, en 1766, s'inspire davantage des Joyeuses Commères de Windsor : elle développe les personnages comiques et traite, en farce, des mariages d'argent.

#### Epistolaire
- James White (1775–1820), littéralement fasciné par le personnage au point de se déguiser et se conduire comme lui, publie en 1796 Original Letters, etc, of Sir John Falstaff and his friends, correspondance fictive de Falstaff avec divers personnages, « retrouvée » dans les papiers conservés par les héritiers de Mistress Quickly.

#### Biographie
- Robert Brough (1828 - 1860) écrit en 1858 The Life of Sir John Falstaff.

### Théâtre
- Outre les œuvres de Shakespeare, Valère Novarina a écrit une pièce intitulée Falstafe, d'après Henri IV de Shakespeare, jouée pour la première fois en 1976 et publiée en 1977.

### Iconographie
Falstaff a particulièrement inspiré les artistes. Outre les dessins montrant des acteurs réputés dans le rôle, comme John Henderson (1747-1785) croqué par George Romney et Thomas Rowlandson, le personnage n'a cessé d'être représenté dans les éditions illustrées des œuvres de Shakespeare. Parmi les peintres de renom qui participèrent à la Boydell Shakespeare Gallery initiée par John Boydell en 1786, Johann Heinrich Füssli et Robert Smirke entre autres, illustrèrent des scènes impliquant Falstaff.
Plus tard les aquarellistes John Masey Wright (1777–1866) en 1810, Johann Heinrich Ramberg (1763 – 1840) en 1829, les peintres John Cawse (1778 – 1862) entre 1818 et 1827, John S. Clifton (1812 - 1912) en 1849, Adolph Schroedter en 1867 ont aussi mis Falstaff en scène. Mais c'est probablement Eduard von Grützner qui l'a représenté le plus souvent, et le plus longtemps, tant dans des dessins que des tableaux, certains reproduits en gravures, entre 1884 et 1921.
La statue en bronze de Falstaff par Lord Ronald Gower (1845 – 1916) est l'une des quatre statues qui entourent le piédestal supportant celle de Shakespeare, monument érigé en 1888 dans les Bancroft Gardens à Stratford-upon-Avon. Une statue érigée en 2006 par Greg Wyatt se trouve dans les jardins de la Maison de New Place. Une autre statue titrée Falstaff, What is Honour, œuvre de Niels Helvig Thorsen, a été installée dans les jardins du Cottage d'Anne Hathaway à Shottery.

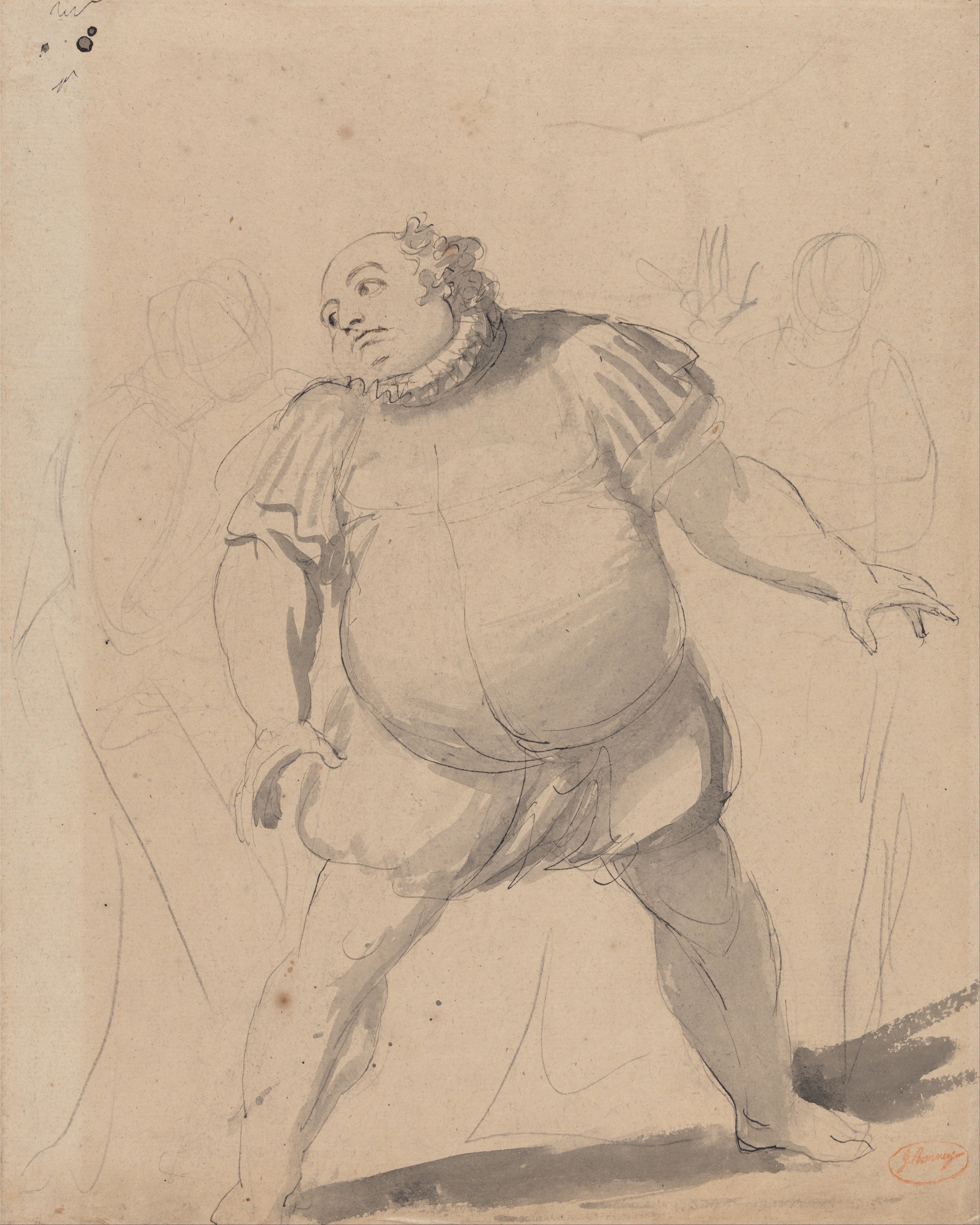
John Henderson en Falstaff par George Romney (1780).
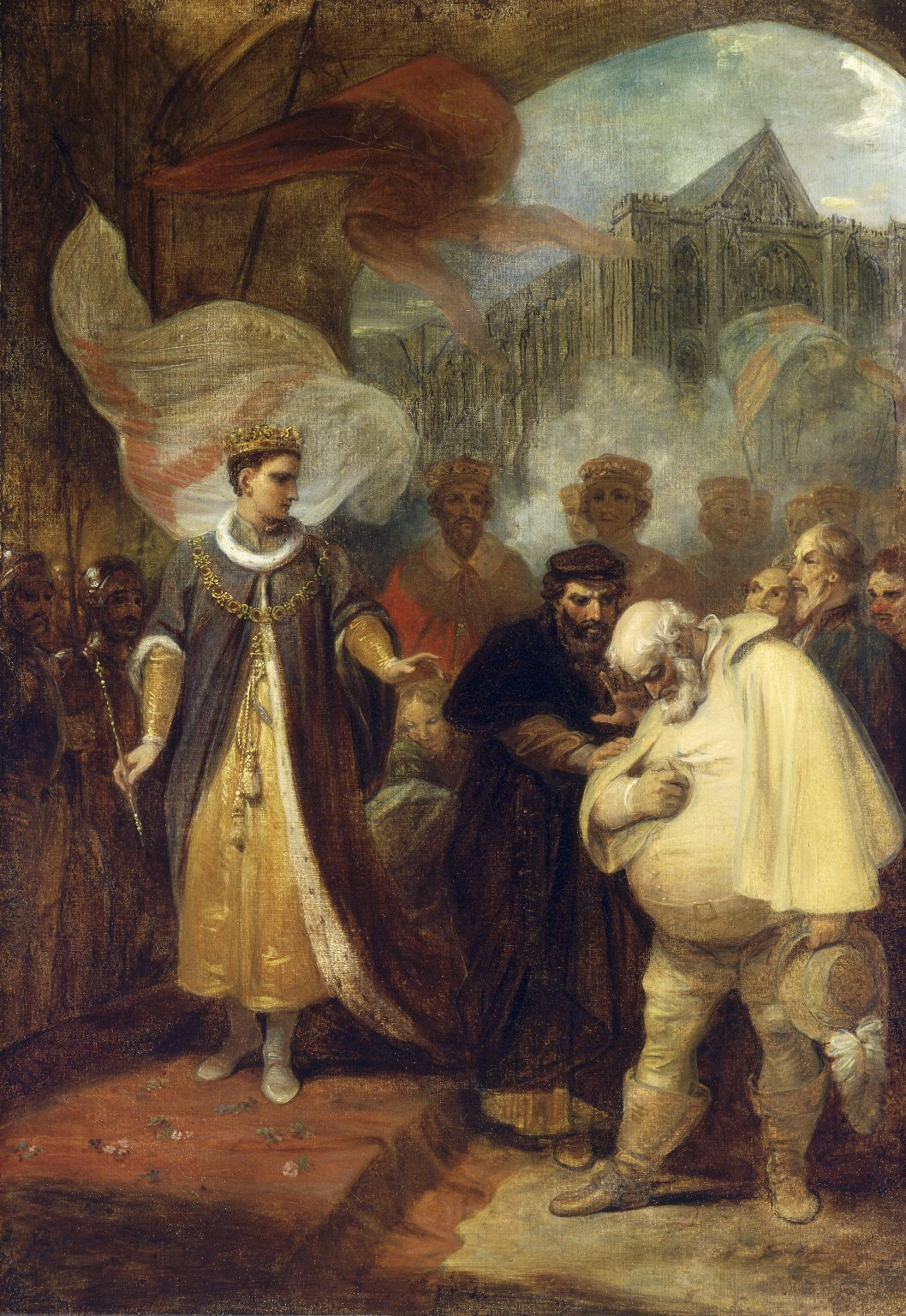
Falstaff réprimandé dans Henry IV, 2 (V, 5), par Robert Smirke (vers 1795).
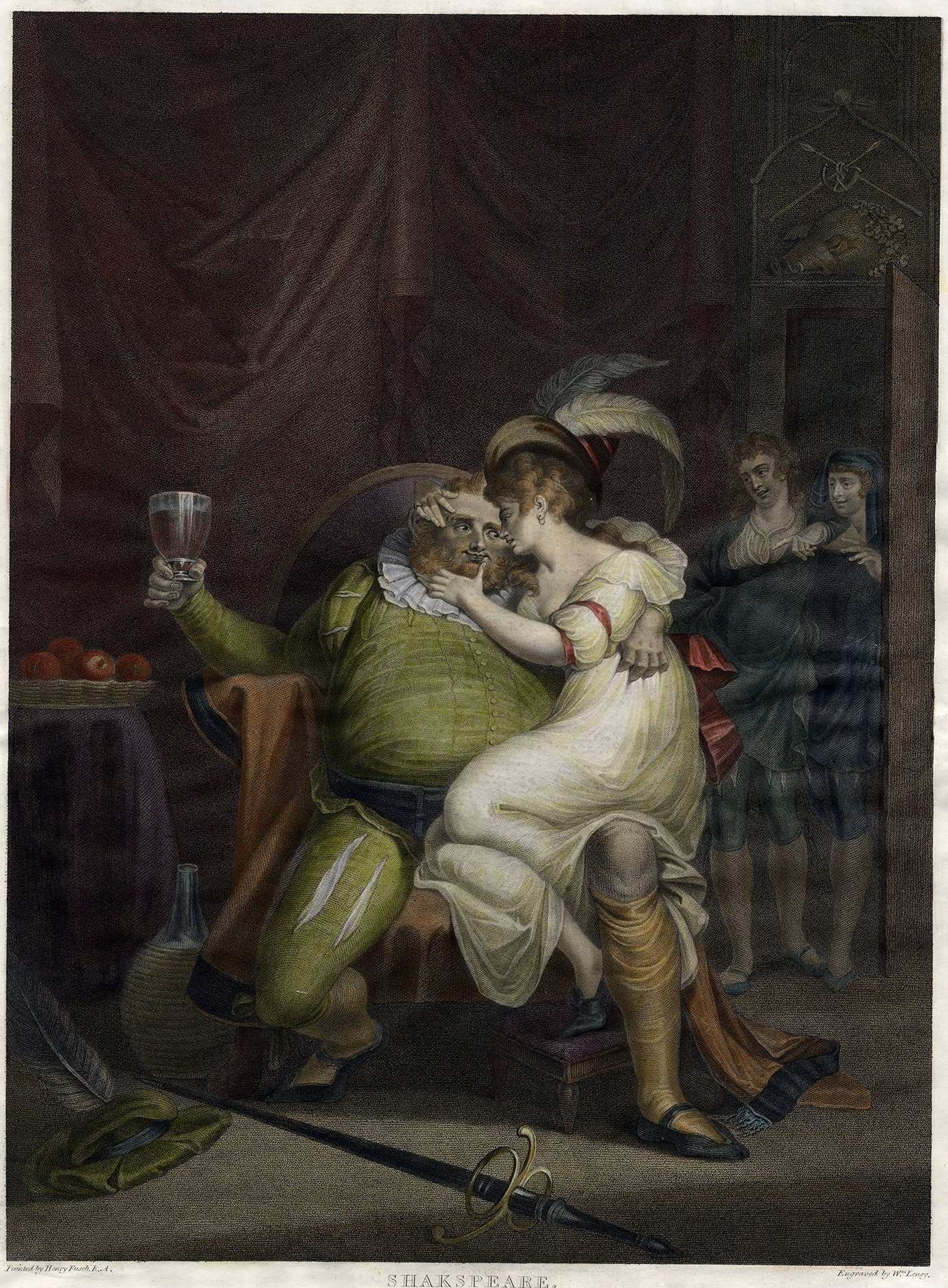
Falstaff en joyeuse compagnie, dans Henry IV, 2 (II, 4) par J. H. Füssli (1805).
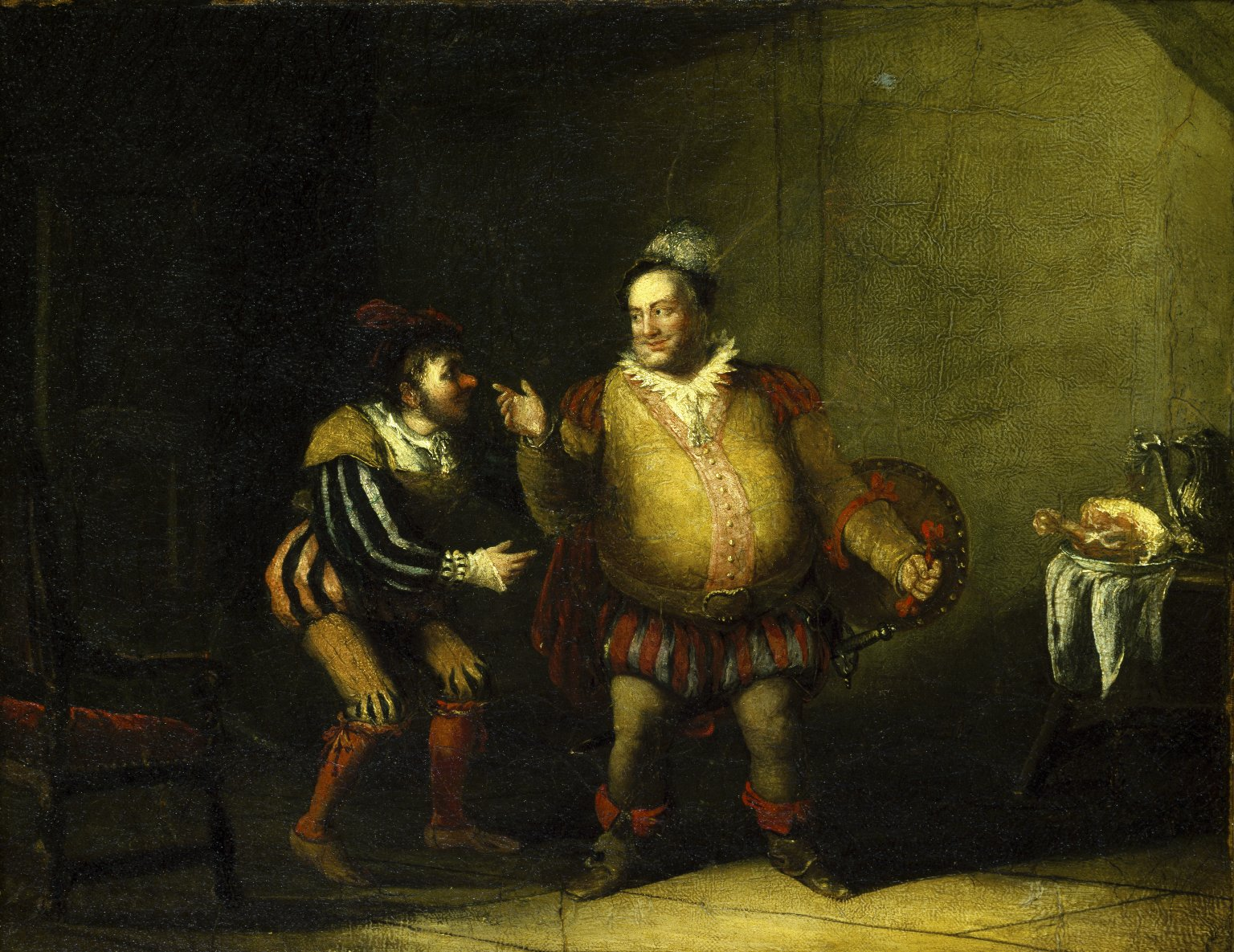
Plaisanterie récurrente[note 53] : Falstaff se moquant du nez de Bardolph, par John Cawse (vers 1820).
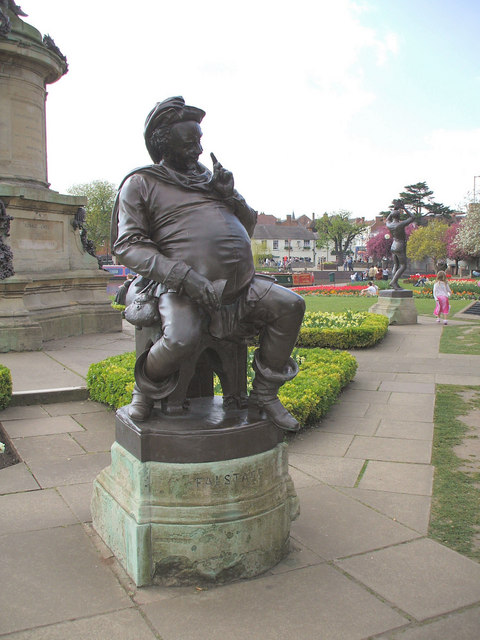
Falstaff par Lord Ronald Gower (1888).
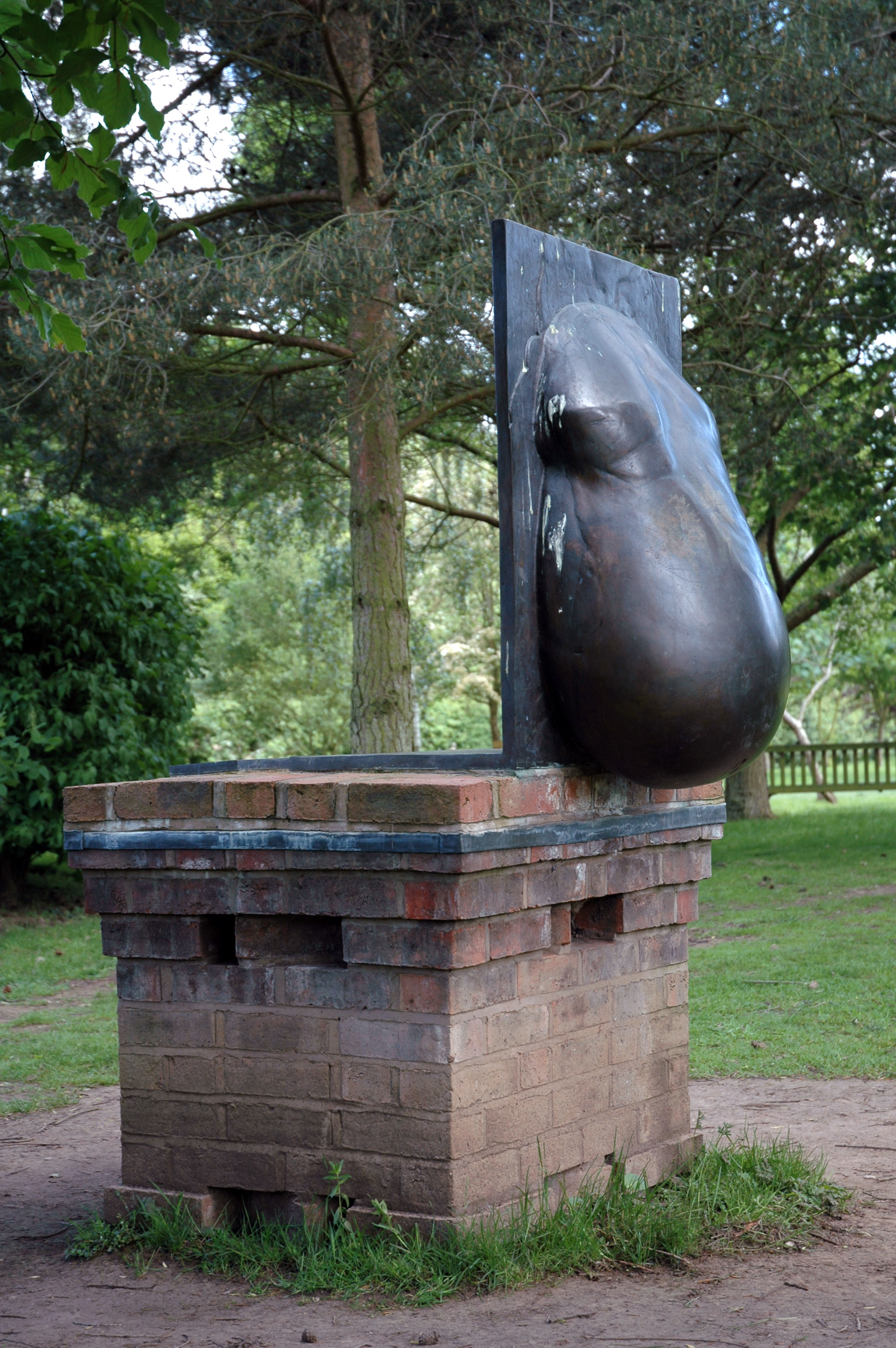
Falstaff, What is Honour de Niels Helvig Thorsen.